# Ouysse
Vous lisez un « bon article » labellisé en 2019.
L'Ouysse est une rivière française du Massif central qui coule dans le département du Lot, en région Occitanie. Cet affluent en rive gauche de la Dordogne entaille d'abord le causse de Gramat de profonds canyons comme à Rocamadour, puis devient souterrain sur l'essentiel de son parcours. Certaines parties sont encore inconnues et cela entraîne des incertitudes sur la longueur totale du cours d'eau.
La source de l'Ouysse se trouve à Espeyroux sur les contreforts sud du Massif central et, après la traversée des terrains verdoyants du Limargue, s'enfonce sous terre aux pertes de Thémines, au contact des calcaires du causse de Gramat. Seules quelques sections ont été explorées : celle de la rivière souterraine des Vitarelles, ainsi que les parties noyées les plus proches des résurgences qui ont conduit les spéléo-plongeurs sous le niveau de la mer, à 180 mètres de profondeur. La rivière réagit rapidement aux pluies importantes sur la partie supérieure de son bassin d'alimentation. Une montée rapide des eaux, au niveau des pertes, inonde les vallées en amont et ennoie totalement les galeries souterraines. Des études ont montré une vulnérabilité à la pollution des captages installés pour l'alimentation en eau potable.
De nombreux abris sous roche s'ouvrent sur les rives de l'Ouysse. Leur présence, ainsi que le voisinage de la Dordogne, ont favorisé l'occupation humaine dès la préhistoire. Il subsiste aussi des traces de forteresses gauloises et un riche patrimoine médiéval constitué de moulins. Aujourd'hui les sites comme Rocamadour et Lacave sont devenus des zones touristiques importantes. Une faune et une flore remarquables font des vallées et des causses des espaces particulièrement sensibles et protégés. Les vallées de l'Ouysse et de son affluent l'Alzou sont classées espace naturel sensible et plusieurs espèces rares ou menacées sont recensées dans les zones classées Natura 2000.

## Étymologie
L'hydronyme Ouysse peut être rattaché à une très ancienne langue parlée sur le causse de Gramat. Cette langue s'étendait de l'Èbre à la Garonne à l'époque du géographe grec Strabon et de Pline l'Ancien. Cette langue perdure dans le basque actuel. La racine de Ouysse se retrouve dans le mot Ousse de la Gascogne. La forme écrite la plus ancienne au XIIe siècle est « ossa ».
Ce nom, que l'on trouve en basque ou en gascon, qualifie un lieu en relation avec l'eau comme une source, une fontaine, un ruisseau, une rivière ou un lac.
L'archéologue Jacques-Antoine Delpon utilise en 1831 l'orthographe « Ouîsse ».

## Géographie

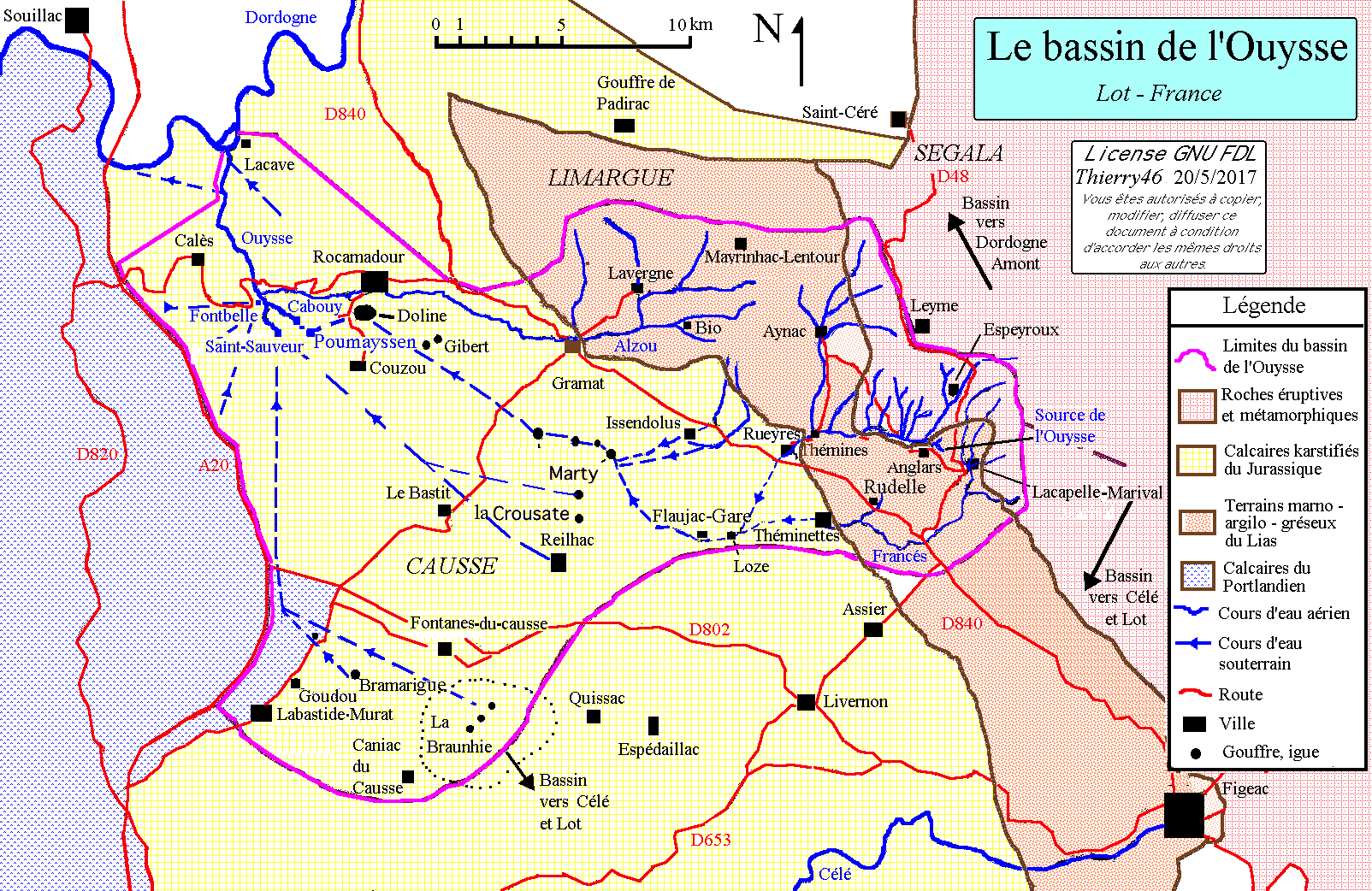
Schéma du bassin versant de l'Ouysse.

### Le cours de la rivière
L'Ouysse prend sa source dans le nord du département du Lot, en limite des communes d'Anglars et Lacapelle-Marival vers 390 mètres d'altitude. La longueur officielle du cours d'eau est de 41,12 km, mais cette longueur est certainement sous-évaluée,.
Un réseau très ramifié collecte les eaux du Ségala et du Limargue, jusqu'à la limite nord-est du causse de Gramat. Son parcours devient ensuite souterrain et draine de vastes étendues calcaires. Il ne subsiste alors en surface que de grandes vallées sèches, parfois des canyons, comme à Rocamadour, qui sont les témoins de son cours fossile. La rivière ressurgit à l'ouest du causse pour se jeter dans la Dordogne.
Le cours de l'Ouysse peut se diviser en trois grandes parties : une première, aérienne sur neuf kilomètres, de sa source près d'Anglars jusqu'aux pertes de Thémines ; une deuxième, souterraine, de Thémines aux résurgences de Cabouy, Saint-Sauveur et Fontbelle, en aval de Rocamadour ; une troisième, aérienne, des résurgences jusqu'à son confluent avec la Dordogne, à Lacave.

#### D'Anglars à Thémines
L'Ouysse prend officiellement sa source à l'est du village d'Anglars à une altitude de 380 mètres au niveau de la route départementale 940. Cependant, un ruisseau temporaire long de 500 mètres l'alimente en amont et se situe sur le territoire de la commune de Lacapelle-Marival. Son cours se dirige vers l'ouest sur sept kilomètres.
L'Ouysse reçoit de nombreux affluents importants en rive droite. À 850 mètres de sa source, arrive le ruisseau de Louyssé au lieu-dit Lapergué. Quatre kilomètres au nord, dans le Ségala à Espeyroux, ce ruisseau prend sa source à 574 mètres d'altitude, la plus haute du bassin versant. Plus vers l'ouest, l'Ouysse est alimentée par les ruisseaux du Cros, de la Cavalerie, de Cantegrel, des Lascurades, des Prats Vieils, de Cahuac, de Lasfargues et d'Aynac. Sa confluence avec le ruisseau d'Aynac, à Rueyres, est à l'altitude 315 mètres.

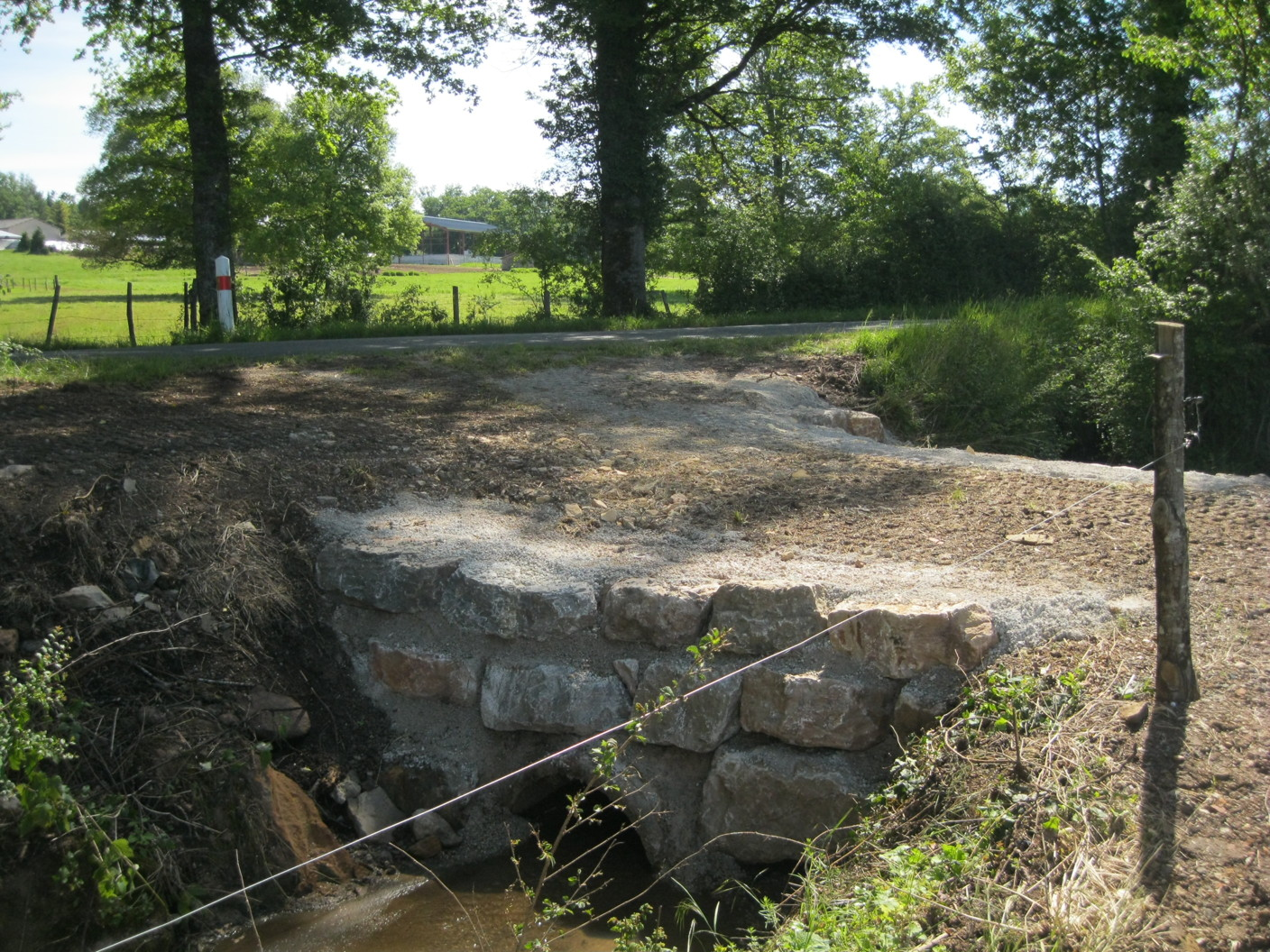
La source de l'Ouysse à Anglars.
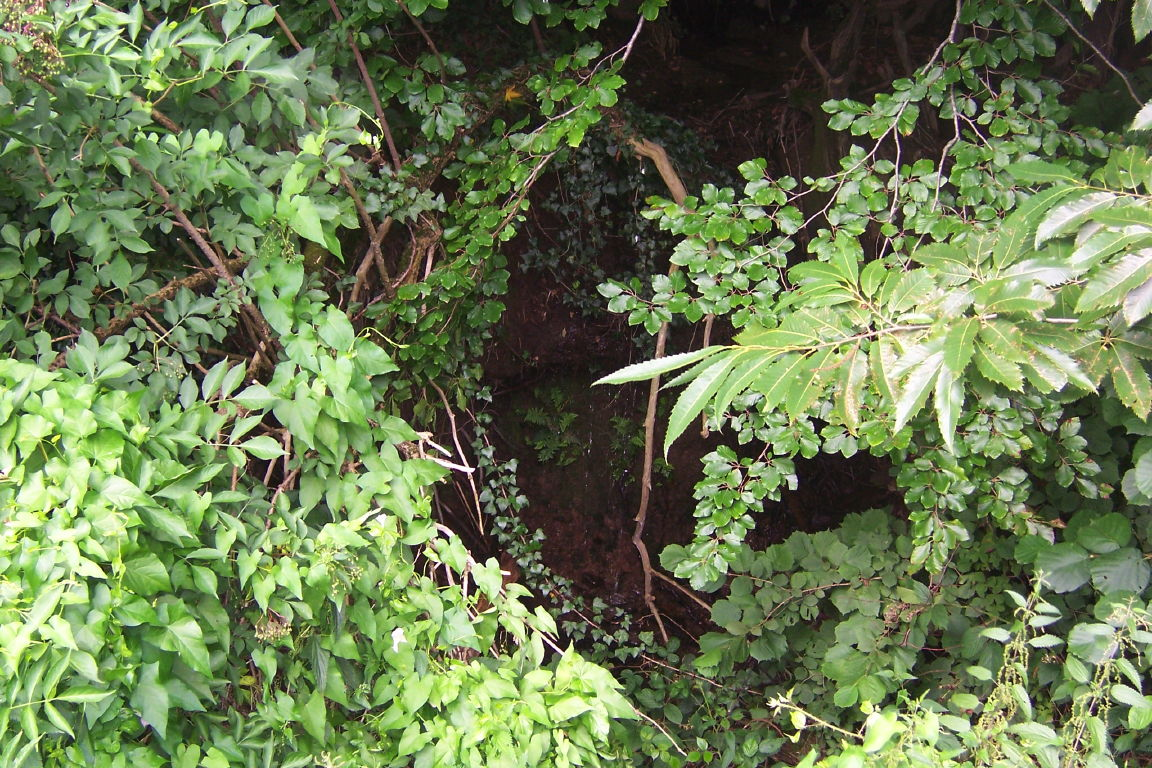
La source du ruisseau de Louyssé à Espeyroux.
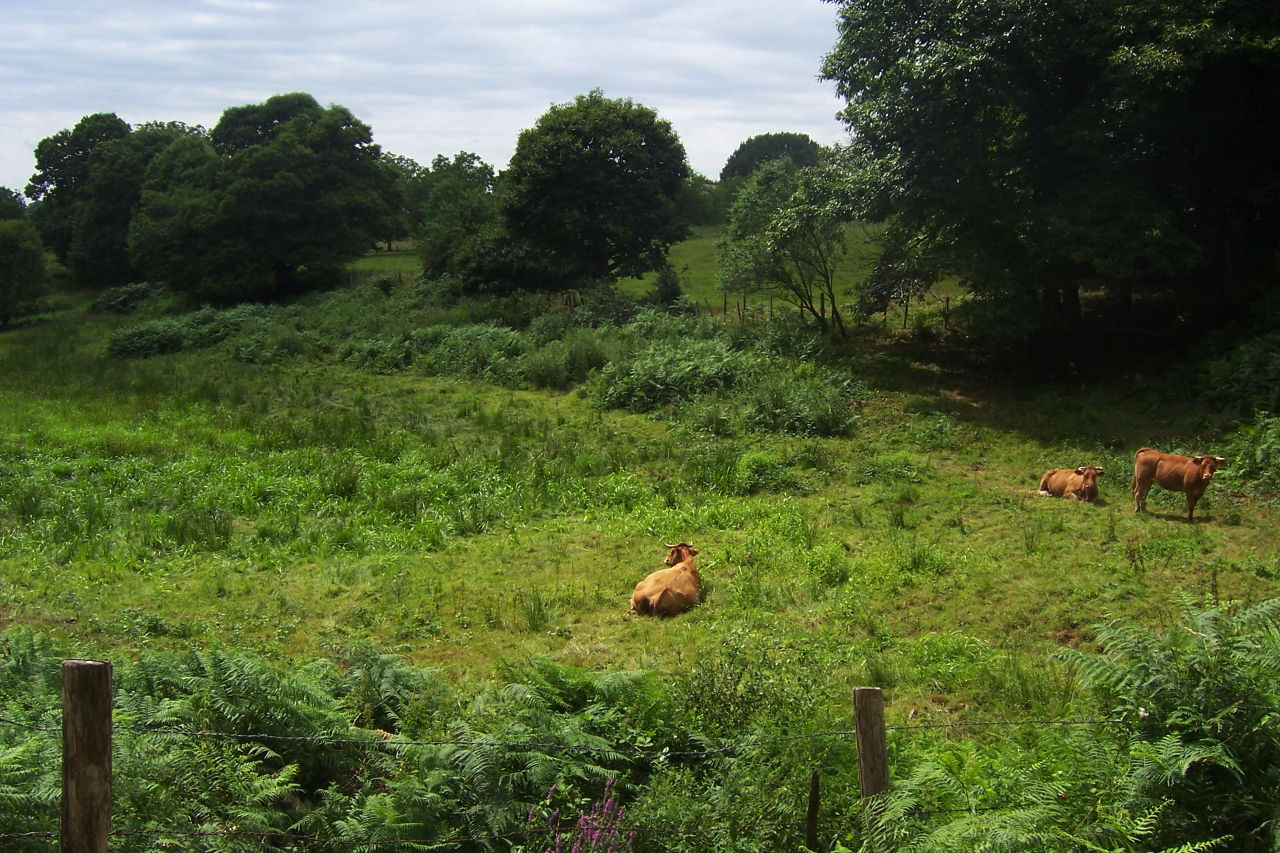
Amont du ruisseau de Louyssé près d'Espeyroux.
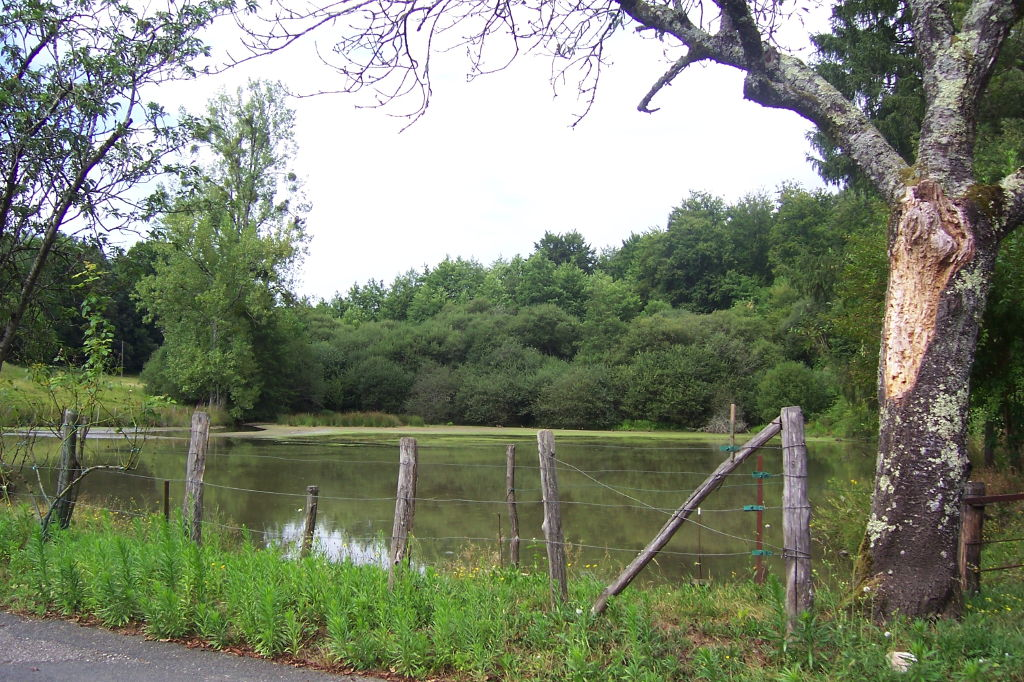
Étang du moulin de Lasbios au sud d'Espeyroux.
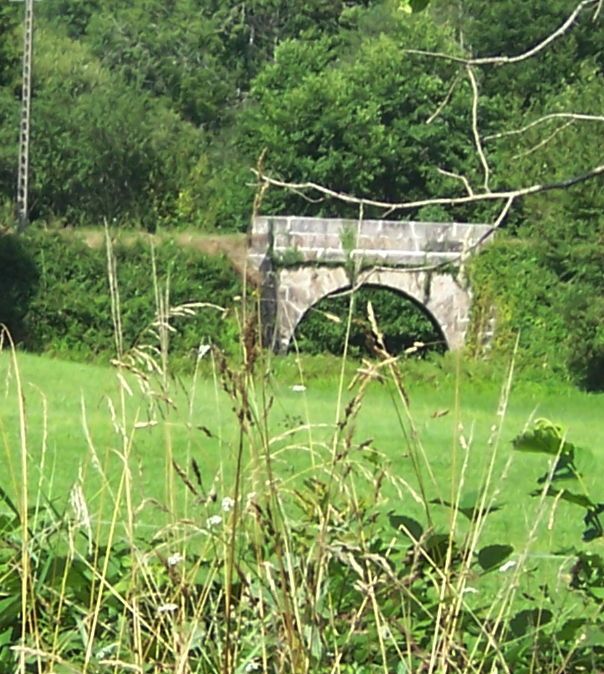
Pont sur l'Ouysse au lieu-dit Lapergué.
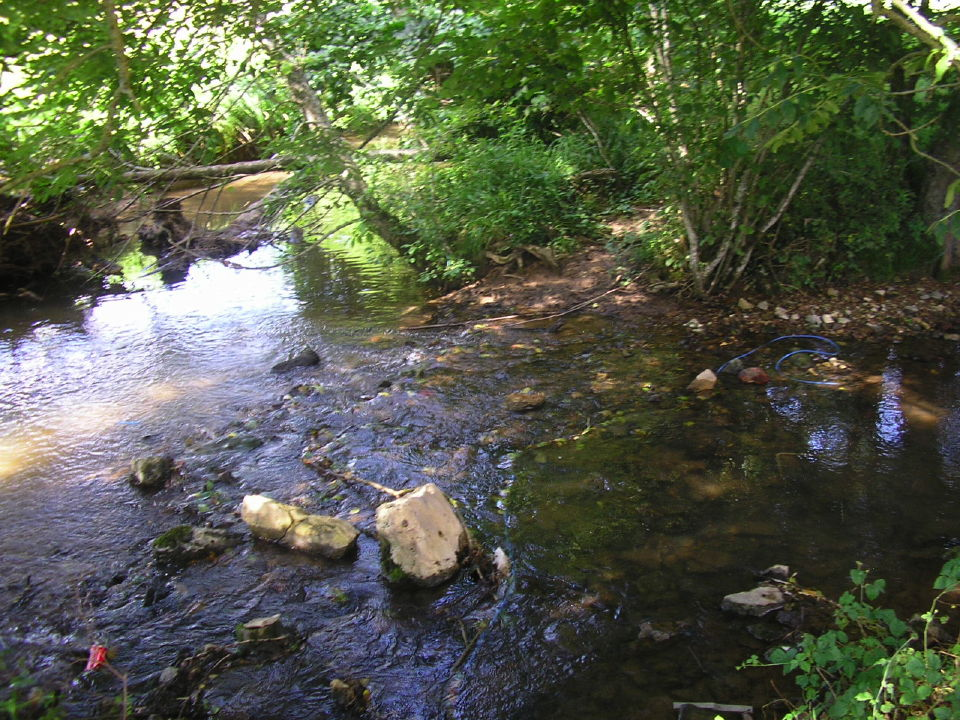
Confluence Ouysse et ruisseau d'Aynac, à Rueyres.

Le cours d'eau progresse sur deux kilomètres avec une orientation NE-SO, serpente dans sa large vallée, puis s'enfonce sous terre aux pertes de Thémines, au contact du causse de Gramat, à l'altitude de 295 mètres.

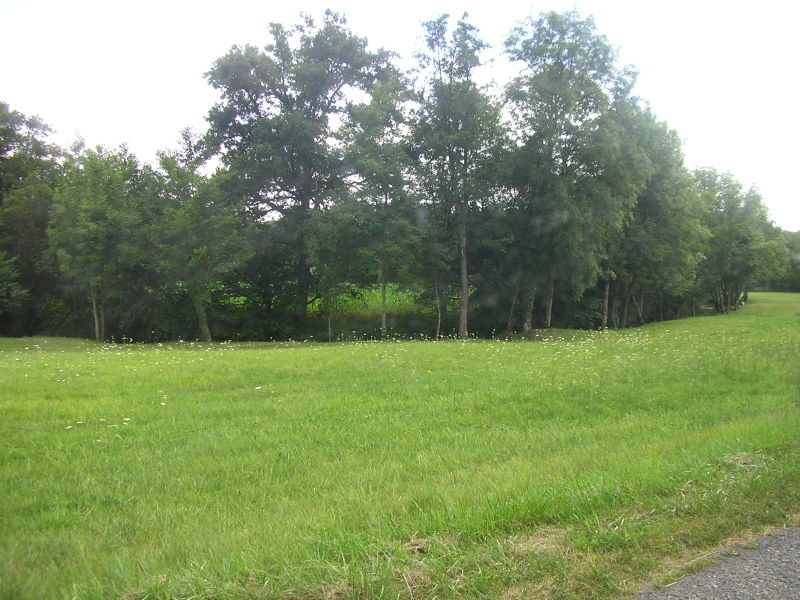
Vallée de l'Ouysse dans la prairie en amont de Thémines.
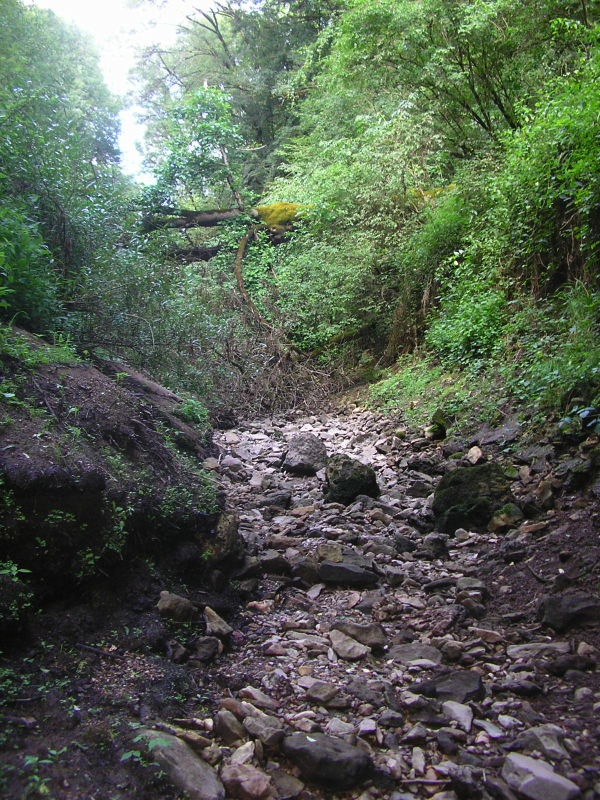
Vallée érodée de l'Ouysse avant les pertes à Thémines.
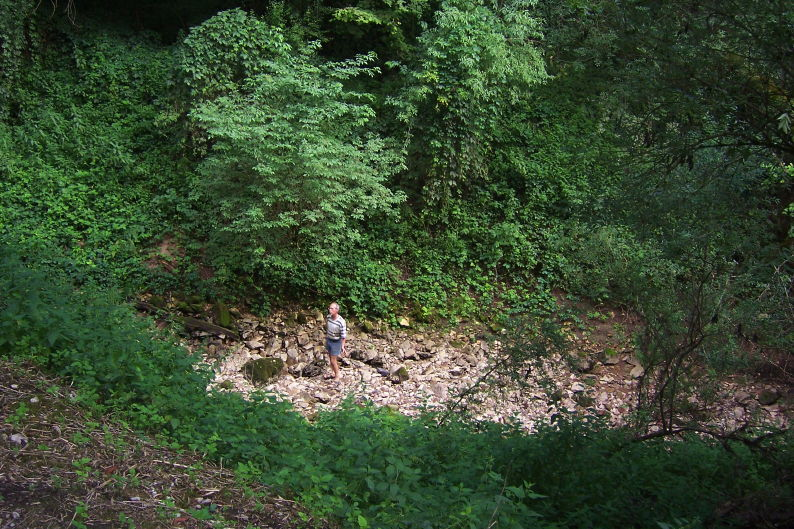
Vallée de l'Ouysse vue du haut au niveau de Thémines.

#### Vallée ancienne

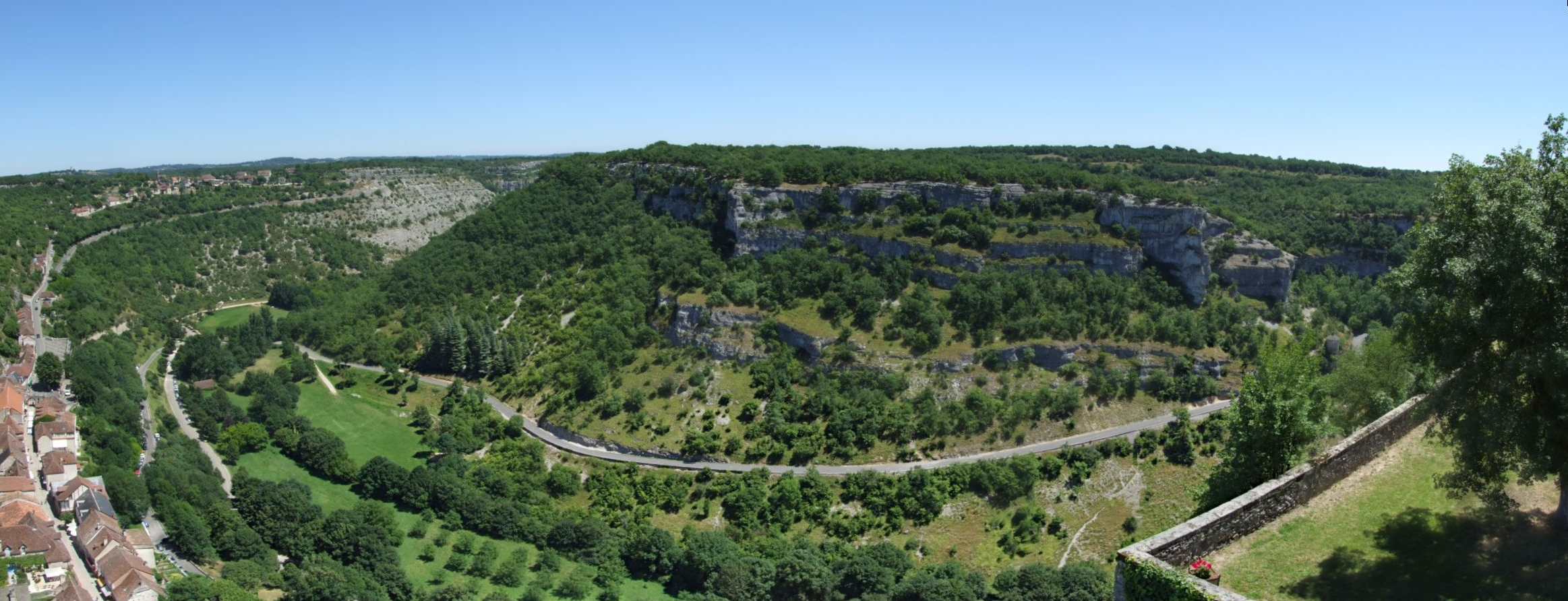
L'ancienne vallée de l'Ouysse empruntée maintenant par l'Alzou.

Jusqu'au surcreusement du lit des rivières de la fin du Cénozoïque, l'Ouysse empruntait à partir de Thémines une large vallée, à la surface du causse de Gramat : elle passait au niveau de l'actuelle route départementale 840 à la cote 319 et recevait comme affluent le Morou à Issendolus et l'Alzou à Gramat. Elle atteignait la Dordogne en passant par le canyon de Rocamadour.
De nos jours, l'Ouysse se perd sous terre à la bordure nord-est du causse et seuls ses anciens affluents empruntent périodiquement sa vallée.

#### De Thémines aux résurgences
L'Ouysse commence son parcours souterrain à Thémines par une série de pertes qui se sont ouvertes aux travers des alluvions de son lit.

##### Les pertes de Thémines

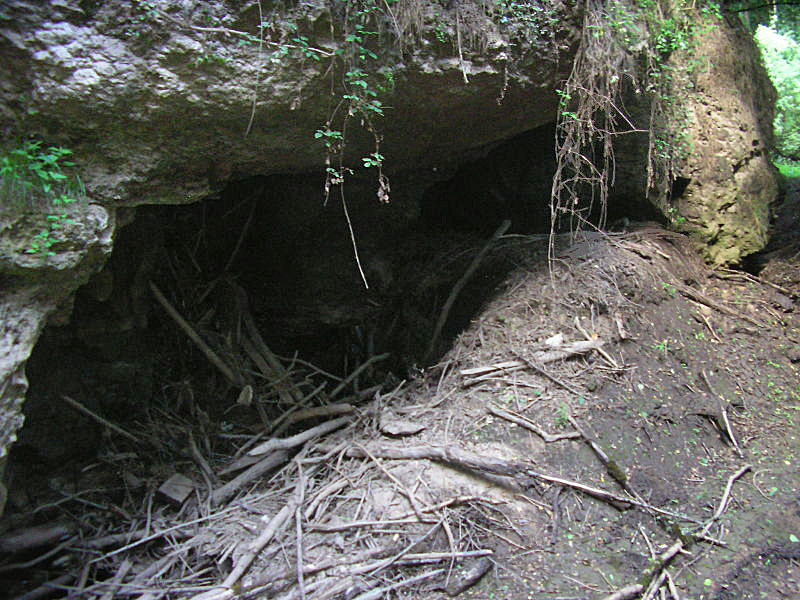
La perte terminale de l'Ouysse à Thémines à l'étiage.

À Thémines, les eaux de l'Ouysse se perdent à plusieurs endroits : pertes 1 et 2 dites du « Moulin Raffi », perte 3 dite « trou des écrevisses », perte 6 dite « de la mouline » ou « du lavoir », perte 7 dite « de l'arche » et perte 8 dite « terminale » ou « aval », à 290 mètres d'altitude.
Ces pertes sont explorées depuis 1979 par les membres de clubs et groupes spéléologiques,. Elles conduisent à un réseau labyrinthique avec deux branches principales : la rivière souterraine active dite « rivière Vieussens » et la « galerie de l'Aga ». Ces deux voies se terminent sur des siphons explorés par les spéléos plongeurs en 1980. Ces galeries noyées se dirigent vers le gouffre du « Pech la Vayssière » et passent sous le lieu-dit « Lafanayre ».
En aval, le parcours souterrain est pour l'instant inconnu jusqu'au « chaos du Loze » situé sous le lieu-dit Lalinié à Flaujac-Gare. Dans cette partie inexplorée, l'Ouysse reçoit comme affluent le « ruisseau de Lasbories », appelé aussi « Francés », qui lui aussi se perd au contact du causse de Gramat à Théminettes.

##### Le gouffre des Vitarelles

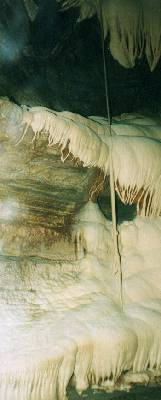
Dans la rivière souterraine des Vitarelles.

Les eaux forment ensuite l'Ouysse souterraine, appelée aussi « rivière des Vitarelles » dont plus de dix-huit kilomètres de galeries ont été explorés depuis l'accès du gouffre des Vitarelles et maintenant depuis le « puits du Brêt », sur la commune de Flaujac-Gare.
L'Ouysse souterraine reçoit comme affluent en rive gauche tous les ruisseaux qui se perdent au contact de la limite nord-est du causse entre Issendolus et Gramat : les ruisseaux pérennes du Morou, de Lascombes, et d'autres actifs seulement par temps de pluie. Entre Gramat et Rocamadour, l'Alzou possède de nombreuses pertes dans son lit qui conduisent la plus grande partie de ses eaux à l'Ouysse souterraine.
680 mètres en aval du puits d'accès du gouffre des Vitarelles, la rivière disparait dans un siphon exploré en 1948. Elle se dirige vers le « gouffre des Besaces » dans lequel avait été établie une station de pompage pour l'alimentation en eau potable de la ville de Gramat. En 2007, cette installation a été déplacée en amont et hors de l'enclos du centre d'études de Gramat.
En 1999, lors du sauvetage de sept spéléologues bloqués dans le gouffre à la suite d'importantes pluies, un puits est creusé au niveau du lieu-dit le Bret pour faciliter leur sortie.

##### Partie encore inconnue
Après le siphon Alinat du gouffre des Vitarelles, l'Ouysse coule encore vingt kilomètres dans des galeries pour l'instant inexplorées. On peut supposer que les gouffres suivants sont ou ont été en relation avec la rivière souterraine : le gouffre des Besaces, le gouffre de Bèdes, le gouffre de Roc d'Arène, les igues de Gibert, le gouffre de Bio, la grande doline de Mages au sud de Rocamadour. Le gouffre de Pouymessens (altitude 125 mètres) est un regard sur l'Ouysse avant ses résurgences à Cabouy, Saint-Sauveur et Fontbelle.

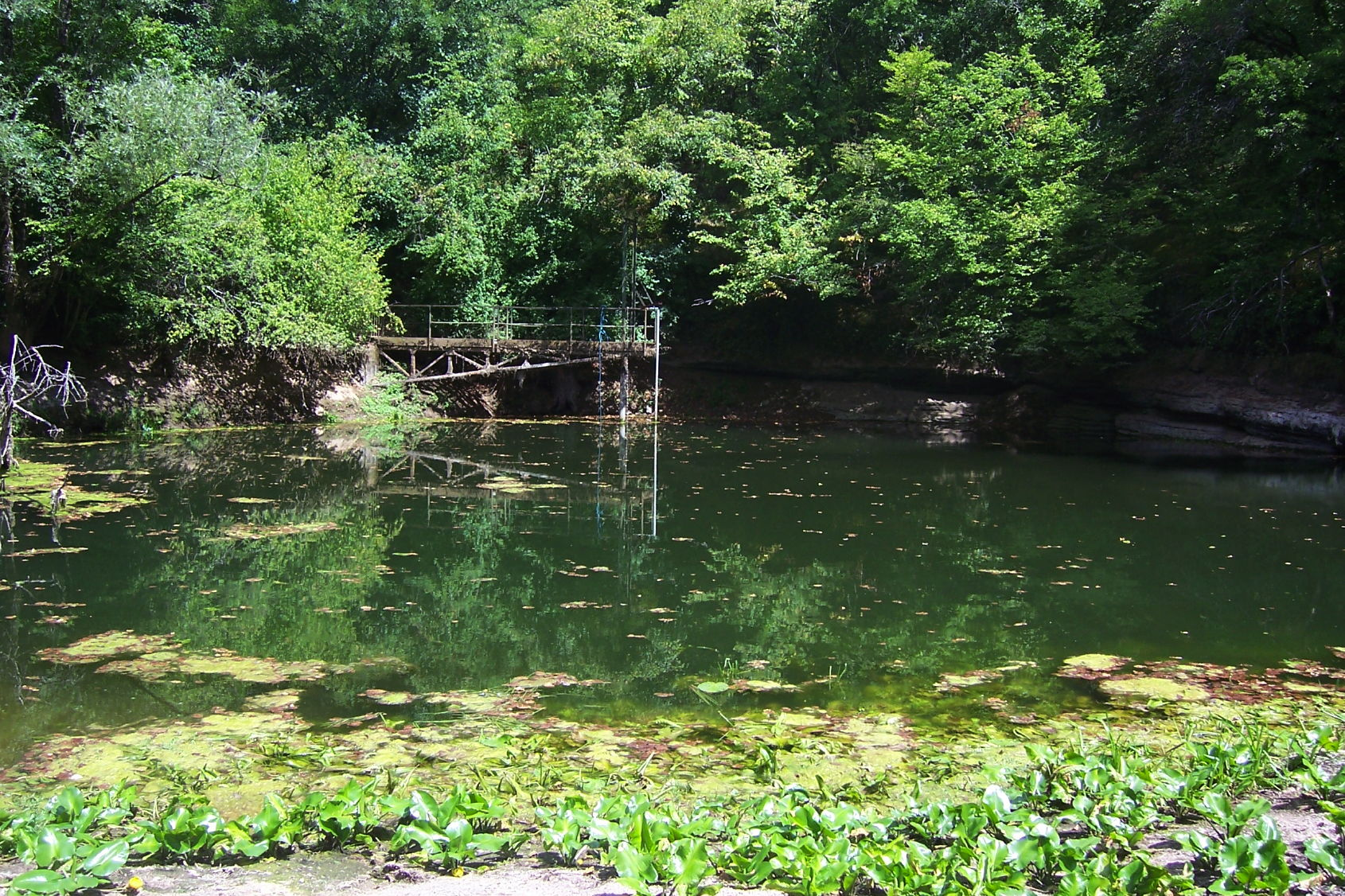
La résurgence de l'Ouysse au lieu-dit Cabouy, commune de Rocamadour.

#### Les résurgences

##### Cabouy
La résurgence de Cabouy se trouve dans la vallée sèche de la Pannonie, trois kilomètres à l'ouest-sud-ouest de Rocamadour, à l'altitude de 115 mètres. Ce gouffre noyé marque le départ de l'Ouysse aérienne. C'est une vasque de 30 mètres de diamètre tapissée d'une épaisse végétation aquatique jusqu'à six mètres de profondeur. En crue, 30 m3/s d'eau sont expulsés. À l'étiage, aucun courant n'est observé. Le conduit souterrain débouche dans la vasque par un porche noyé de quatre mètres de haut et six mètres de large.
Une station de pompage pour l'alimentation en eau potable était installée au bord de la vasque. Fin 2010, le captage a été sécurisé en le déplaçant plus en amont. Un forage a été pratiqué dans la voûte de la galerie noyée et se trouve maintenant dans l'enceinte de la station. L'ancienne installation a été démantelée. Ce captage est géré par le syndicat intercommunal d'adduction d'eau potable (SIAEP) de Lacave-Rocamadour.
En 1977, une plongée à la résurgence de Cabouy permit, après 784 mètres et un point bas à - 31 mètres, de rejoindre le gouffre de Pouymessens.

##### Pouymessens

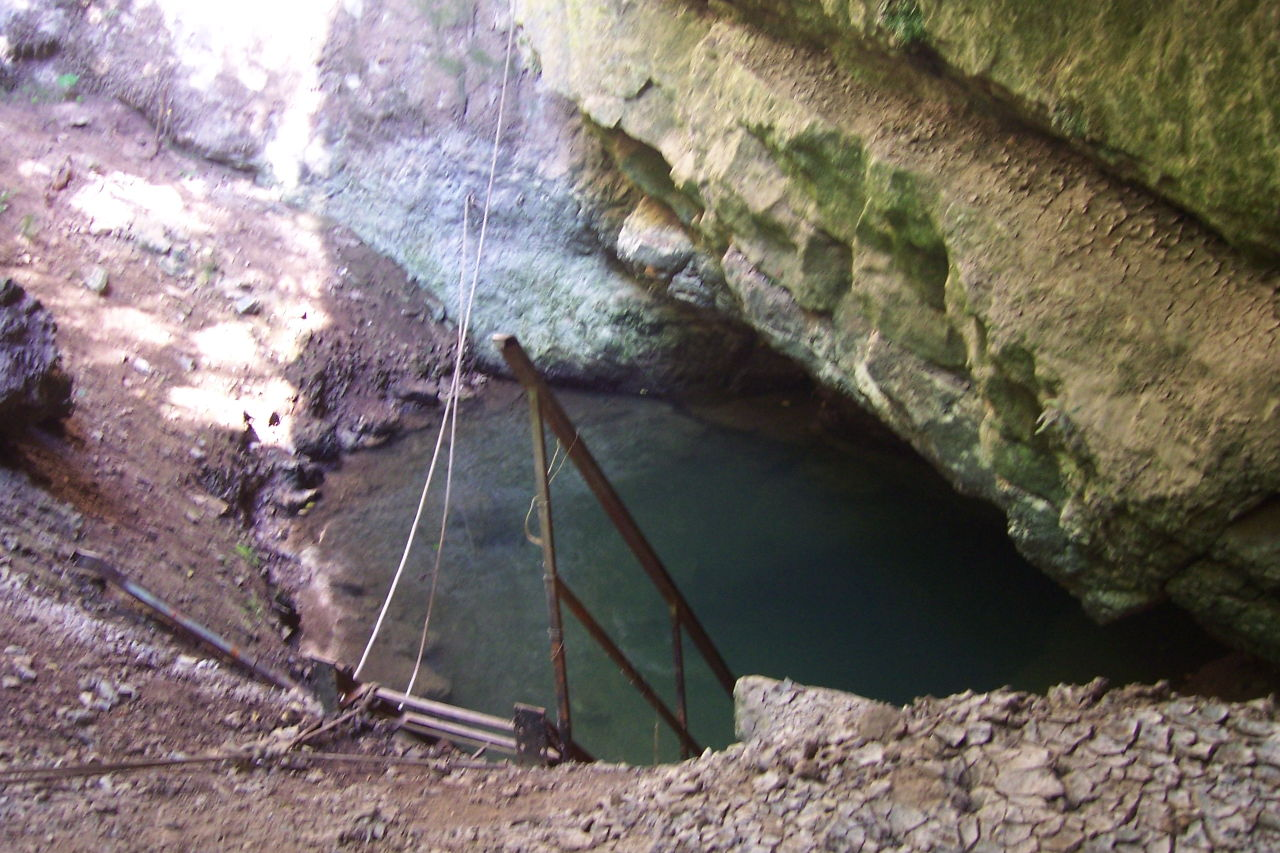
Le gouffre de Pouymessens, un kilomètre en amont de Cabouy.

Le gouffre de Pouymessens est un regard sur l'Ouysse souterraine qui se trouve en rive droite de la vallée sèche venant de la Pannonie. À cet endroit, trois mètres sous la surface, un cône d'éboulis noyé donne accès à une grande salle de 40  à   50 mètres de diamètre pour 8  à   15 mètres de haut.
Par temps pluvieux, ce regard absorbe le petit ruisseau qui se forme dans la vallée, mais par forte crue de l'Ouysse, il fonctionne en résurgence.
À l'amont, en 1976, les plongeurs français s'arrêtèrent à 1 685 mètres de Cabouy dans un vaste conduit noyé de 8  à   14 mètres de large et 6  à   8 mètres de haut. Claude Touloumjian fut le premier à franchir le premier siphon (S1) long de 1 250 mètres et profond de 24 mètres. Olivier Isler progressa à plus de 2 400 mètres de l'entrée. Avant 1988, le groupe lémanique de plongée souterraine de Lausanne (Suisse) avait franchi après le S1 : un lac de 700 mètres de long dans une galerie de taille « impressionnante », un deuxième siphon (S2) de 50 m, et exploré 400 mètres de galeries exondées au sol coupant. Du 3 au 11 septembre 1988, les membres de l'expédition française « Pou Meyssens 88 », lors d'une exploration d'une durée de 25 heures, relèvent les mesures de 707 mètres de galeries, dont 500 mètres de conduits inexplorés jusqu'alors.
En septembre 2000, les Anglais Rick Stanton (en) et Jason Mallinson du Cave diving group utilisent des recycleurs et propulseurs de plongée. Ils tentent en vain une jonction entre deux siphons : le S3 et le S3 bis, et un point bas est atteint à - 43 mètres. En novembre 2001, Stanton trouve la suite dans le siphon S3. Après avoir dépassé son terminus de 2000, il atteint un palier long de plus de 100 mètres à 55 m de profondeur, il remonte ensuite le long d'un éboulis à - 24 m, mais le conduit plonge à nouveau. Rick s'arrête à plus de 500 mètres de l'entrée du S3 à une profondeur de 120 mètres alors qu’il observe que le conduit descend encore.
Depuis 2001, ce sont plus de quatre kilomètres du cours de l'Ouysse qui sont maintenant connus en amont de Cabouy et le terminus actuel est à cinq mètres sous le niveau de la mer.
En 2014, Franck Gentili a réalisé une vidéo dans le gouffre de Pouymessens.
La zone entre ce gouffre et les résurgences a fait l'objet d'une étude géophysique et d'une thèse de doctorat en 2006.

##### Saint-Sauveur

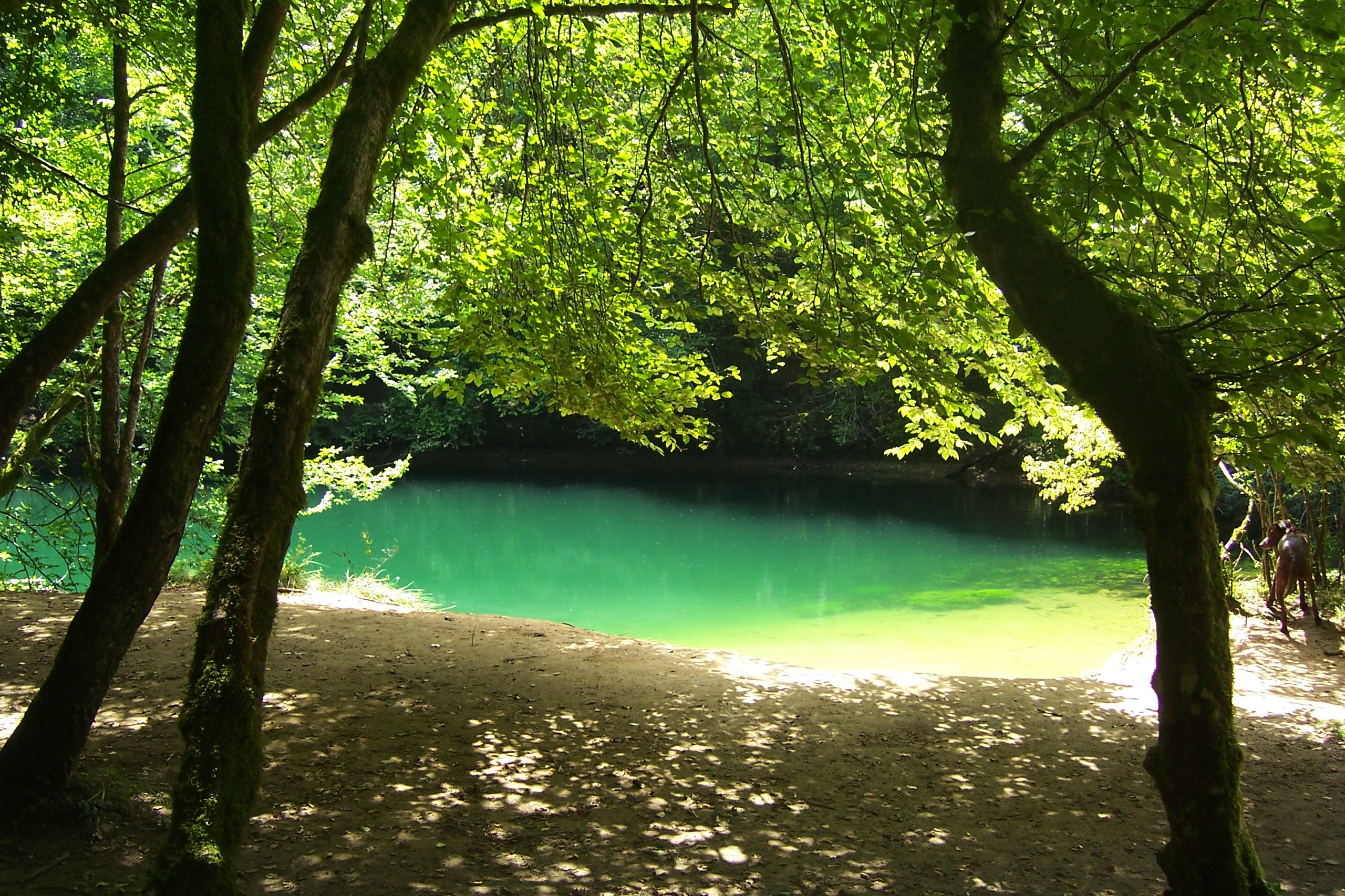
La résurgence de Saint-Sauveur, commune de Calès.

La résurgence de Saint-Sauveur est située sur la commune de Calès, à environ un kilomètre à l'ouest de Cabouy, à une altitude de 112 mètres. C'est une belle vasque d'eau claire de 25  à   30 mètres de diamètre dont le fond est sablonneux. Elle donne naissance à une des branches de l'Ouysse qui conflue avec la rivière issue de Cabouy, environ 750 mètres plus loin.
Le conduit noyé descend progressivement sur 150 mètres jusqu'à −70 mètres de profondeur. Après un palier horizontal long de 550 mètres, le conduit plonge à nouveau jusqu'à −180 mètres (terminus de la plongée de Rick Stanton le 31 mai 2005), soit environ 70 mètres sous le niveau de la mer. Le 24 juillet 2005, le Français Jérôme Meynie prolonge une quinzaine de mètres et atteint la profondeur de 182 mètres en utilisant un recycleur. Le 17 septembre 2007, au cours d'une plongée de 17 heures dans l'eau à 13 °C, Rick Stanton atteint le point bas à −186 m puis poursuit sur environ 70 m en remontant à −175 m. Il utilisait des recycleurs.
Le gouffre de Saint-Sauveur est une source de type vauclusienne profonde alimentée par des eaux d'infiltration d'une partie du causse de Gramat, mais aussi par celles de l'Ouysse qui se perdent à la bordure nord-est de ce causse. Les traçages ont montré que la zone d'infiltration pouvait être délimitée au sud par Labastide-Murat avec la rivière souterraine accessible par les igues de Goudou, et Lacarriére(communication prouvée) ; au sud-sud-est par une partie de la Braunhie près de Caniac-du-Causse : igues de Bonneau (présumée), Planagrèze, (prouvée), de l'Aussure (présumée), réseau de Viazac-Taoucat (présumée) ; au sud-est par la rivière souterraine de l'igue des Combettes (présumée) sur la commune de Carlucet, la perte du Lac de Reilhac (prouvée) et l'igue de Marty près de Gramat (présumée).
Une ancienne « conduite forcée » naturelle se trouve en aval, en rive gauche, à 250 mètres et 18 mètres plus haut que la vasque de Saint-Sauveur. Cette « grotte de Saint-Sauveur » présente une section de deux mètres de diamètre se réduisant sur 25 mètres de longueur. Elle se termine par une petite salle de quatre mètres de hauteur. À l'extérieur, une grande arche de pierre se trouve dans son prolongement.

#### Des résurgences à la Dordogne
L'Ouysse reprend son cours aérien à Cabouy. Après deux kilomètres environ, elle reçoit les eaux de sa branche provenant du gouffre de Saint-Sauveur. Dans une large et profonde vallée, elle passe au moulin de Caoulet, puis reçoit en rive droite l'Alzou au lieu-dit « moulin de la Peyre ». L'Alzou coule actuellement dans la vallée aérienne que l'Ouysse empruntait avant de circuler sous terre entre Thémines et Cabouy.
L'Ouysse s'écoule sous le pont de la route départementale 673 reliant Rocamadour à Calès, passe près du moulin de la Treille installé en rive gauche, puis près de ceux du Bourgnou, de Verdoire et de Valeille. Elle se jette dans la Dordogne en rive gauche, à 95 m d'altitude, environ 350 mètres au nord-ouest du petit bourg de Lacave, sous le château de Belcastel, à plus de onze kilomètres en aval de la résurgence de Cabouy. Juste avant sa confluence se trouvent les vestiges d'un pont qui céda le 6 octobre 1966 lors d'une forte crue.

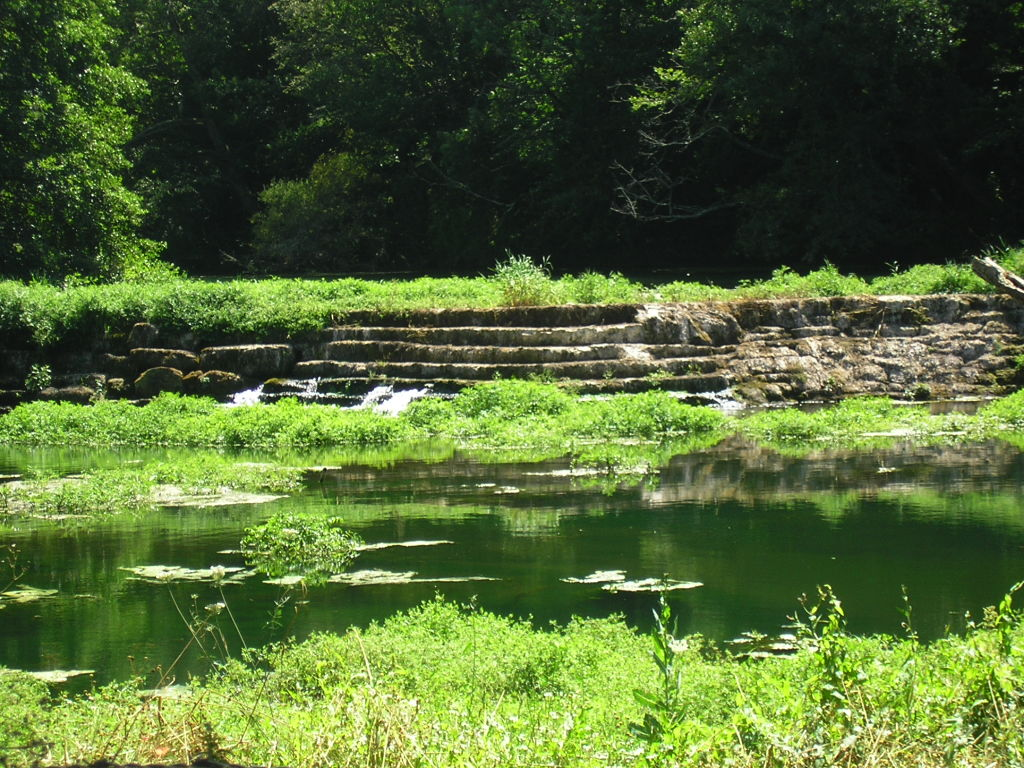
Chaussée du moulin de Lapeyre.
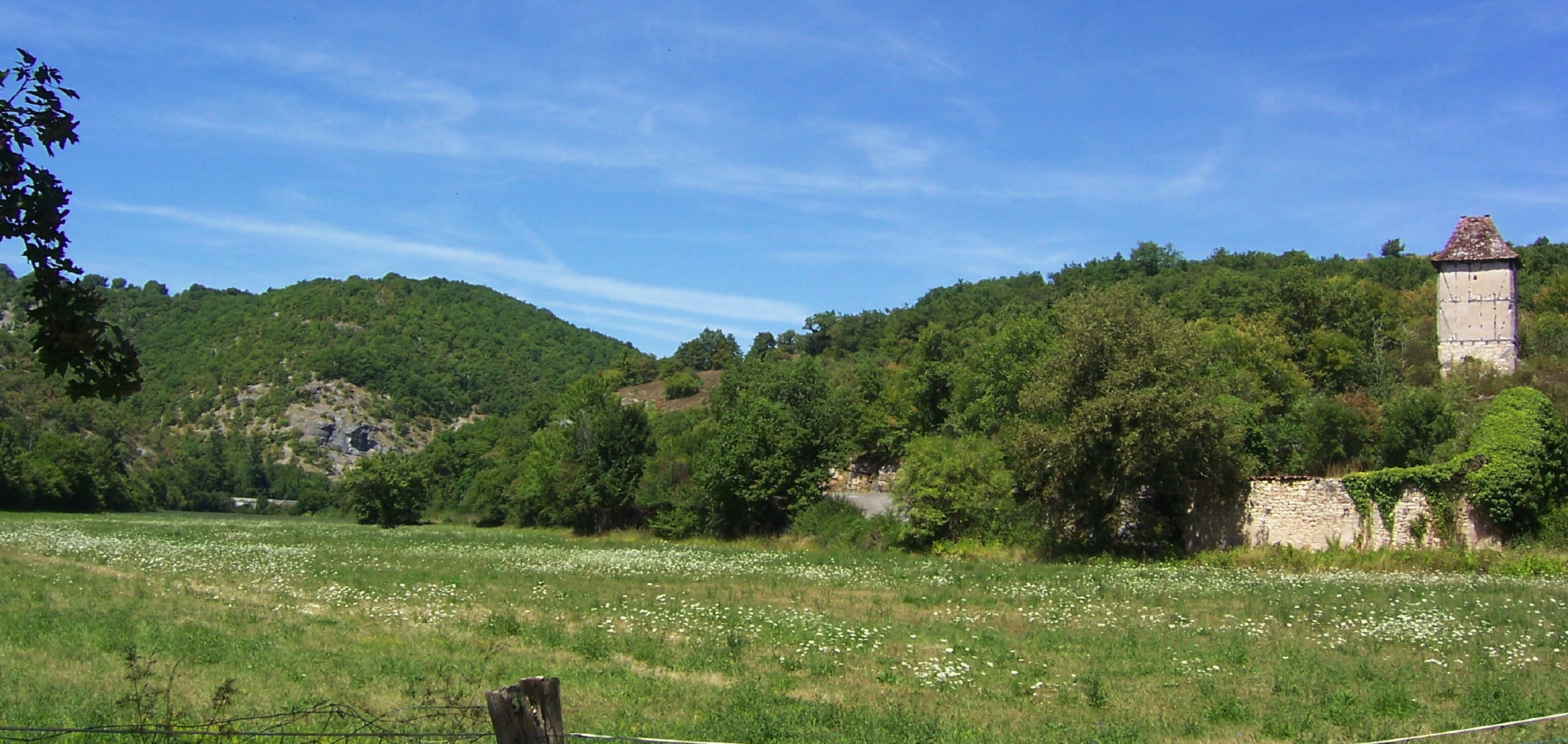
Vallée de l'Ouysse après sa confluence avec l'Alzou.
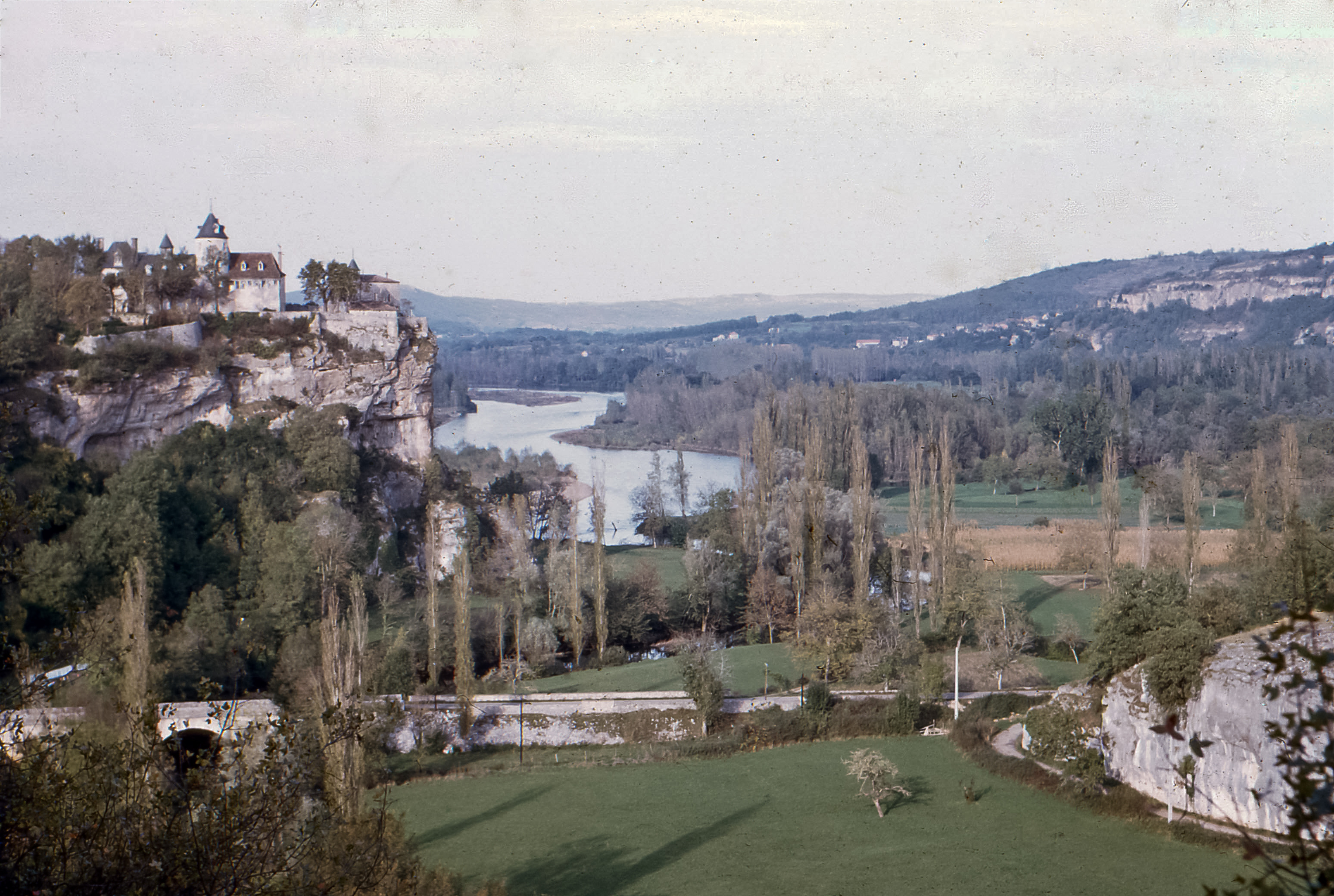
Le château de Belcastel surplombe le confluent de l'Ouysse et de la Dordogne.

### Communes traversées
L'Ouysse traverse uniquement le département du Lot dans onze de ses communes (citées par ordre alphabétique) : Anglars (source), Calès, Couzou, Gramat (sous terre), Issendolus (sous terre), Lacapelle-Marival, Lacave (confluence avec la Dordogne), Rocamadour, Rudelle, Rueyres et Thémines.

### Hydrographie

#### Bassin versant
Sur un quart seulement de son bassin versant, la rivière coule à l'air libre. À l'amont, le bassin remonte sur les premiers contreforts du Massif central, sur les terrains imperméables du Limargue et du Ségala, au sud de la crête occupée par le bois de Leyme. La pente moyenne de la rivière dans cette partie est d'environ 25 mètres pour mille mètres.
Le profil en long de la rivière est brusquement interrompu au niveau des pertes de Thémines (descente de 50 mètres). La vallée fossile, se dirigeant vers Gramat, poursuit la forme d'arc d'hyperbole initiale et montre que le confluent de l'Ouysse et de la Dordogne, avant le surcreusement des vallées à l'ère Cénozoïque, se trouvait 150 mètres plus haut que son niveau actuel (voir le graphique ci-dessus).
Les trois quarts du bassin versant s'étendent sur les terrains karstiques du causse de Gramat jusqu'à Théminettes, Flaujac-Gare, Caniac-du-Causse et Labastide-Murat au sud. La limite du bassin versant est particulièrement difficile à déterminer sous la zone de la Braunhie où le réseau fossile « Viazac - Traucat » atteint une profondeur de 246 mètres pour un développement de onze kilomètres. Dans cette partie, les écoulements sont le plus souvent souterrains. L'eau de pluie s'infiltre aux travers de fissures verticales de la roche calcaire jusqu'à une zone de transfert horizontale occupée par les rivières souterraines. La pente moyenne de l'Ouysse sous le causse est d'environ 6 mètres pour mille mètres.
En aval des résurgences, le bassin versant se resserre et converge vers Lacave. La rivière serpente avec une faible pente : 2 mètres pour mille mètres en moyenne.

#### Géologie

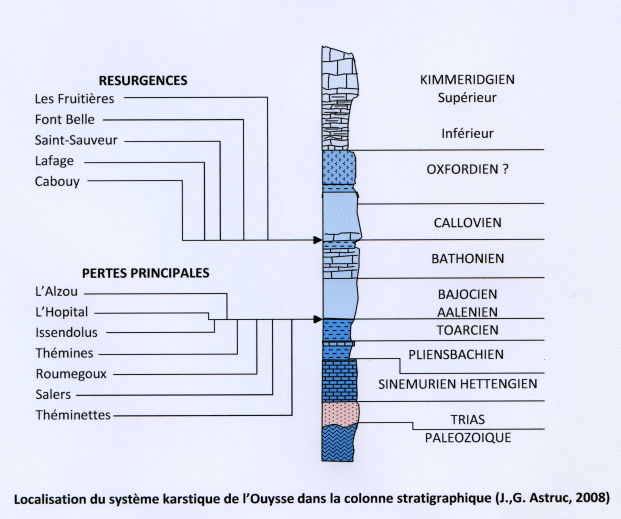
Localisation du système karstique de l'Ouysse dans la colonne stratigraphique. Document de Jean-Guy Astruc.

Le système karstique de l’Ouysse occupe un bassin versant de 600 km2, qui se répartit, pour un tiers environ, sur des terrains peu perméables, où les ruisseaux prennent leurs sources avant de se perdre au contact de la corniche du causse de Gramat.
Cette partie du bassin est située à l’est, sur le Limargue et le Ségala. Le reste du bassin, représenté par des terrains essentiellement carbonatés, forme une grande partie du causse de Gramat ; ici l’eau a creusé en profondeur un très important réseau de galeries, avec circulation d’eau, qui se dirige vers les résurgences de l’Ouysse. Sur le causse, un certain nombre d’igues (gouffres) permettent d’accéder aux circulations souterraines. Les principales sont : les Vitarelles, les Besaces, Planagrèze, Viazac, l’Aussure, Lacarrière, Goudou et les Combettes.

##### Structure
Le système karstique de l’Ouysse se situe sur le flanc nord-est du synclinorium Charentes-Quercy, où l’ensemble des séries jurassiques s’enfoncent avec un faible pendage en direction du sud-ouest. À l’est, la faille de Flaujac de direction pyrénéenne (N 90 à N 110° E), sépare le bassin d’alimentation de l’Ouysse (bassin versant de la Dordogne) de celui d’Assier-Font del Pito (bassin du Lot).

##### Description des terrains
Les terrains du corps karstifié principal appartiennent au Dogger et au Malm. Ils sont représentés par des calcaires, des calcaires dolomitiques et quelques niveaux de marnes (Bathonien supérieur) ; à l’ouest du système, les terrains karstifiables s’enfoncent sous les alternances marno-calcaires du Kimméridgien.
Les terrains de la zone d’infiltration sont représentés par les faciès quasi imperméables des marnes et argiles du Lias supérieur et moyen du Limargue, les grès du Trias et les roches cristallophylliennes du Ségala (roches métamorphiques et magmatiques).
Les terrains des corps karstifiés annexes appartiennent à la formation de la « barre à Pecten » du Lias moyen (Pliensbachien) et au Lias inférieur (Sinémurien, dont Lotharingien, et Hettangien) ; ils sont représentés par des calcaires souvent dolomitiques et des brèches.

#### Affluents
L'Ouysse a quinze affluents contributeurs référencés par le Sandre dont onze ont un nom.
D'amont vers l'aval se succèdent : le ruisseau de « Louyssé » (rd), 4,1 km sur les communes d'Anglars et Espeyroux ; le ruisseau du « Cros » (rd), 3,57 km sur les communes d'Anglars et Espeyroux ; le ruisseau des « Lascurades » (rd), 2,61 km sur les communes d'Anglars et Leyme ; le ruisseau des « Prats Vieils » (rd), 1,33 km sur les communes d'Anglars et Leyme ; le ruisseau de « Cahuac » (rd), 1,57 km sur les communes d'Anglars et Aynac ; le ruisseau de « Lasfargues » (rd), 3,1 km sur les communes d'Aynac et Rueyres ; le ruisseau « d'Aynac », appelé aussi ruisseau de « Trémenouze » dans sa partie amont (rd) ; il mesure 9,69 km et arrose les communes d'Aynac, Rueyres et Saint-Jean-Lagineste avec un nombre de Strahler de trois, ayant lui-même sept affluents, dont cinq portent un nom (le ruisseau de « Lascrozes » (rd), 1,67 km sur la commune d'Aynac, le ruisseau de « la Devèze » (rg), 2,54 km sur la commune d'Aynac, le ruisseau du « Quié » (rd), 2,45 km sur la commune d'Aynac, avec un affluent, le ruisseau des Griffoullères, long de 2,1 km, le ruisseau de « Largentié » (rg), 4,11 km sur les communes d'Aynac et Leyme et le ruisseau de « Lacoste » (rg), 2,28 km sur la commune d'Aynac) ; le « Francés », également appelé ruisseau de « Lasbories » dans sa partie amont (rg), 20,24 km sur les communes d'Espeyroux, de Saint-Maurice-en-Quercy, Lacapelle-Marival, Le Bourg, Sonac, Rudelle et se perd ensuite sous terre au sud du bourg de Théminettes, continue en souterrain sous la commune de Thémines et conflue avec l'Ouysse sous celle d'Issendolus, dans la partie inexplorée située en amont du réseau des Vitarelles ; il a un nombre de Strahler de trois et, sur ses huit affluents répertoriés, trois ont un nom (le ruisseau de « Lamourière » (rg), 2,47 km sur la commune de Saint-Maurice-en-Quercy,, avec deux affluents, le ruisseau de « Marival » (rg), 3,56 km sur la commune de Lacapelle-Marival, avec un affluent, et le ruisseau des « Escambous » (rd), 1,89 km sur les communes de Le Bourg, Rudelle et Théminettes, avec un affluent) ; le ruisseau du « Morou » (rd), 5,04 km sur les communes d'Albiac, Thémines et Issendolus, où il se perd au creux de la Bargade, a deux affluents dont le ruisseau d'Albiac ; le ruisseau de « Lascombes » (rd), 4,06 km sur les communes d'Albiac, Bio et Issendolus où il se perd à la perte de l'Hôpital-Beaulieu ; la rivière l'« Alzou » (rd), 31,39 km, principal affluent de l'Ouysse, conflue avec celle-ci en aval des résurgences, mais se perd sous terre en de nombreux endroits entre Gramat et Rocamadour ; depuis sa source à Mayrinhac-Lentour jusqu'à sa confluence avec l'Ouysse entre les communes de Calès et Rocamadour, l'Alzou arrose six communes (les quatre précédemment nommées ainsi que Couzou et Lavergne) ; il a un nombre de Strahler de trois et neuf affluents contributeurs, — dont six portent un nom — (le ruisseau d' « en Merdaly » (rg), 3,05 km sur la commune de Mayrinhac-Lentour, le « Béal de Lavayssière » (rd), 2,36 km sur la commune de Lavergne, le ruisseau de « Thégra » (rd), 5,48 km sur les communes de Thégra et Lavergne, avec un affluent, le ruisseau de « Bio » (rg), 6,03 km sur les communes de Bio, Gramat, Lavergne et Saignes, avec trois affluents dont le ruisseau de Saignes, le ruisseau de « Trigoussou » (rd), 3,29 km sur les communes de Lavergne et Gramat et le ruisseau de « Bourines » (rd), 5,36 km sur les communes de Thégra et Gramat.
Plusieurs de ses affluents ayant des sous-affluents, l'Ouysse a donc un nombre de Strahler de quatre.

### Hydrologie

#### L'Ouysse à Calès
L'Ouysse est une rivière abondante. Son débit a été observé sur une période de 23 ans (1971-1993), à Calès, localité du département du Lot située peu avant son confluent avec la Dordogne pour un bassin versant de 540 km2 et à 108 m d'altitude. Le bassin versant de la rivière est de 549 km2 d'après J.N. Salomon, mais a été ré-estimé à 600 km2 par Jean Guy Astruc, à la suite de nouvelles études.
Le module de la rivière à Calès est de 10 m3/s.
L'Ouysse présente des fluctuations saisonnières de débit peu marquées, avec des hautes eaux d'hiver-printemps portant le débit moyen mensuel à un niveau situé entre 10,7 et 14,1 m3/s, de novembre à mai inclus (avec un maximum en février), et des basses eaux d'été, de juillet à septembre inclus, avec une baisse du débit moyen mensuel jusqu'à 5,92 m3/s au mois d'août, ce qui reste très appréciable.

#### Étiage ou basses eaux
À l'étiage cependant, le VCN3 peut chuter jusqu'à 0,510 m3/s, en cas de période quinquennale sèche, soit 510 litres par seconde, ce qui peut ne pas être considéré comme sévère, et résulte de l'abaissement des réserves souterraines d'eau, dont la rivière se nourrit en grande partie.

#### Crues
Les crues peuvent être parfois importantes. Les QIX 2 et QIX 5 valent respectivement 87 et 110 m3/s. Le QIX 10 est de 120 m3/s, le QIX 20 de 140 m3, tandis que le QIX 50 se monte à 160 m3/s.
Le débit instantané maximal, enregistré à Calès durant cette période, a été de 180 m3/s le 1er février 1974, tandis que le débit journalier maximal se montait à 157 m3/s le 7 février de la même année. En comparant la première de ces valeurs à l'échelle des QIX de la rivière, on constate que cette crue était nettement plus importante que la crue cinquantennale calculée (QIX 50), et donc exceptionnelle.

#### Lame d'eau et débit spécifique
L'Ouysse est une rivière très abondante. La lame d'eau écoulée dans son bassin versant est de 588 millimètres annuellement, ce qui est près de deux fois supérieur à la moyenne d'ensemble de la France tous bassins confondus (320 mm/an). C'est cependant légèrement inférieur à la moyenne du bassin de la Dordogne (627 millimètres à Bergerac). Le débit spécifique de la rivière (ou Qsp) atteint 18,6 litres par seconde et par kilomètre carré de bassin.

#### Les grandes inondations
La partie de l'Ouysse en amont de Thémines a la particularité d'entrer sous terre au niveau de pertes. Ce sont des conduits plutôt étroits, de dimensions inférieures à un mètre par endroits qui ont tendance à être bouchés par les matériaux charriés (bois, alluvions, détritus divers…). Le surcreusement de la vallée à ce niveau, son étroitesse relative et le mauvais entretien des pertes font que l'eau ne peut que monter fortement. La pente de la rivière étant importante dans le Limargue et le Ségala, les eaux de pluie arrivent en quelques heures à Thémines.
À Thémines, quelques crues ont été documentées. Le 31 juillet 1777, Marie Lavinal est emportée par les eaux et son corps n'est pas retrouvé. En 1792 un orage ayant entrainé du foin dans les pertes, l'eau forma un lac jusqu'à Rueyres puis passa au-dessus du col situé après les pertes ; le ruisseau reprit son ancienne vallée jusqu'à la perte de la Bargade à Issendolus. Le 18 août 1893, les eaux s'élèvent de sept ou huit mètres en quatre heures, emportent un pont et submergent tous les moulins près des pertes. Le 17 novembre 1893, des pluies abondantes et continues font monter les eaux qui submergent de plus de deux mètres les deux moulins situés en aval. Le 21 mai 1894, des trombes d'eau et de grêle sur le nord-ouest du canton de Lacapelle-Marival entraînent de nouveau la submersion des moulins. En 1896, on recense six crues de janvier à avril. Le 22 novembre 1907, une crue piège des ouvriers sur le toit des moulins de Thémines et un meunier les sauve avec une embarcation de fortune. En novembre 1999, une crue provoque une montée des eaux et emprisonne des spéléologues pendant onze jours dans le gouffre des Vitarelles. Le 9 juin 2010, on déplore l’inondation du stade, de la route départementale 40 et la submersion de la lagune de la station d'épuration.
Pour limiter les catastrophes, une délibération du conseil municipal de Thémines avait fixé le 27 janvier 1839 une largeur dans le fond de trois mètres, une profondeur de deux et un curage tous les deux ans. Aux alentours de 1955, les deux derniers moulins sont abandonnés entrainant l'arrêt de l'entretien des chaussées, murets et berges. Depuis le début des années 2000, les équipes du parc naturel régional des Causses du Quercy et les spéléologues du club local (TRIAS) ont stabilisé les ruines et repris les opérations de retrait des embâcles aux pertes terminales de Thémines.

#### Circulation souterraine et vulnérabilité
La rivière circule sous le causse de Gramat sur plus de trente kilomètres, entre les pertes de Thémines et la résurgence de Cabouy. La nature karstique de ces terrains fait qu'une grande partie des précipitations automnales et hivernales s'infiltre dans le sol calcaire et alimente les rivières souterraines et d'importantes nappes d'eau. Ces eaux circulent plus ou moins vite en sous-sol.
Le système de l’Ouysse permet d’alimenter en eau potable partiellement ou exclusivement environ 80 000 habitants, soit prés d'un tiers de la population du département du Lot. Pour contrôler et mieux connaître les écoulements de l'eau, le parc naturel régionial des Causses du Quercy a mis en place, en octobre 2017, un observatoire hydrogéologique nommé Intrakarst et composé de 15 stations de mesures en continu. Il enregistre sur les principales sources, pertes et rivières souterraines les débits, températures et conductivité électrique de l’eau. Trois stations ont été installées pour évaluer les conditions météorologiques sur le bassin. En complément de ces mesures, des prélèvements d’eau sont réalisés.
Le réseau des Vitarelles, et plus généralement celui de l'Ouysse, est très vulnérable aux pollutions de l'eau.
La vitesse de circulation d'une éventuelle pollution du réseau a fait l'objet d'une analyse comparative basée sur les résultats expérimentaux obtenus au cours des traçages de mai - juin 1987 (basses eaux) et de février - mars (hautes eaux),.
| Résurgences                                                  | Cabouy                                            | Cabouy                                            | Saint-Sauveur                                     | Saint-Sauveur                                     | Fontbelle                                         | Fontbelle                                         | Le Pont                                           | Le Pont                                           |
| Conditions d'injection du traceur                            | Basses eaux                                       | Hautes eaux                                       | Basses eaux                                       | Hautes eaux                                       | Basses eaux                                       | Hautes eaux                                       | Basses eaux                                       | Hautes eaux                                       |
| Injection du traceur dans l'Alzou près de Gramat.            | Injection du traceur dans l'Alzou près de Gramat. | Injection du traceur dans l'Alzou près de Gramat. | Injection du traceur dans l'Alzou près de Gramat. | Injection du traceur dans l'Alzou près de Gramat. | Injection du traceur dans l'Alzou près de Gramat. | Injection du traceur dans l'Alzou près de Gramat. | Injection du traceur dans l'Alzou près de Gramat. | Injection du traceur dans l'Alzou près de Gramat. |
| ------------------------------------------------------------ | ------------------------------------------------- | ------------------------------------------------- | ------------------------------------------------- | ------------------------------------------------- | ------------------------------------------------- | ------------------------------------------------- | ------------------------------------------------- | ------------------------------------------------- |
| Durée du transit                                             | 17,0                                              | 3,9                                               | 5,0                                               | 4,0                                               | Non détecté                                       | Non détecté                                       | 15,0                                              | 4,5                                               |
| Durée de l'injection à la disparition                        | 45,0                                              | 14,0                                              | 48,0                                              | 16,0                                              | Non détecté                                       | Non détecté                                       | 50,0                                              | 11,0                                              |
| Durée de présence du traceur à la résurgence                 | 28,5                                              | 10,1                                              | 43,0                                              | 12,0                                              | Non détecté                                       | Non détecté                                       | 35,0                                              | 6,5                                               |
| Injection du traceur aux pertes de Thémines                  |                                                   |                                                   |                                                   |                                                   |                                                   |                                                   |                                                   |                                                   |
| Durée du transit                                             | 23,0                                              | 4,8                                               | 18,5                                              | 4,0                                               | 21                                                | Non détecté                                       | 19,0                                              | 4,9                                               |
| Durée de l'injection à la disparition                        | 44,5                                              | 10,2                                              | 45,0                                              | 10,0                                              | 39                                                | Non détecté                                       | 48,5                                              | 10,8                                              |
| Durée de présence du traceur à la résurgence                 | 21,5                                              | 5,4                                               | 26,5                                              | 6,0                                               | 18                                                | Non détecté                                       | 29,5                                              | 5,9                                               |
| Injection du traceur aux pertes de Théminettes               |                                                   |                                                   |                                                   |                                                   |                                                   |                                                   |                                                   |                                                   |
| Durée du transit                                             | 23,5                                              | 2,7                                               | 19,0                                              | 3,0                                               | 21,5                                              | Non détecté                                       | 19,5                                              | 3,4                                               |
| Durée de l'injection à la disparition                        | 52,5                                              | 10,0                                              | 53                                                | 9,8                                               | 47,0                                              | Non détecté                                       | 56,5                                              | 10,8                                              |
| Durée de présence du traceur à la résurgence                 | 29,0                                              | 7,3                                               | 34,0                                              | 6,8                                               | 25,5                                              | Non détecté                                       | 37,0                                              | 7,4                                               |
| Unités : toutes les durées sont exprimées en nombre de jours |                                                   |                                                   |                                                   |                                                   |                                                   |                                                   |                                                   |                                                   |

Ces conditions et mesures montrent que l'Ouysse est un cours d'eau particulièrement vulnérable aux pollutions. Celles-ci ont des conséquences importantes car les eaux sont utilisées pour des captages sur sa partie souterraine et ses résurgences. La rapidité de propagation (moins de trois jours en hautes eaux) est telle que tout polluant qui pénétrerait dans les pertes, à Gramat, Thémines, Théminettes, ne pourrait pas être arrêté avant les captages. Inversement, en période de basses eaux, un polluant mettrait environ un mois à disparaître aux captages d'eau potable. Dans son rapport, G. Beaudoing écrit qu'une pollution bactériologique à l'entrée du réseau est fortement atténuée à sa sortie, mais que ce phénomène est dû à une grande dilution et une grande dispersion plutôt qu'à un réel pouvoir auto-épurateur. Les eaux provenant des pertes ne sont issues que d'un quart du bassin versant.
La fédération française de spéléologie a recensé 21 sources potentielles de pollutions pour le bassin de l'Ouysse comme les eaux usées d'habitations non traitées et déversées en zone karstique, les fuites de fioul remarquées dans le réseau de la Bargade à Issendolus le 24 août 2003 et les hydrocarbures rencontrés en novembre 2014 dans le « réseau de Commande », sous le centre de la ville de Gramat. Les produits chimiques agricoles comme les engrais (nitrates et phosphates) sont épandus, puis lessivés par les fortes pluies vers les pertes.

## Milieu naturel

### La flore
Aux alentours des résurgences, la ripisylve offre un contraste saisissant avec la végétation voisine des coteaux exposés au sud et brulés par le soleil.

#### La vasque de Cabouy

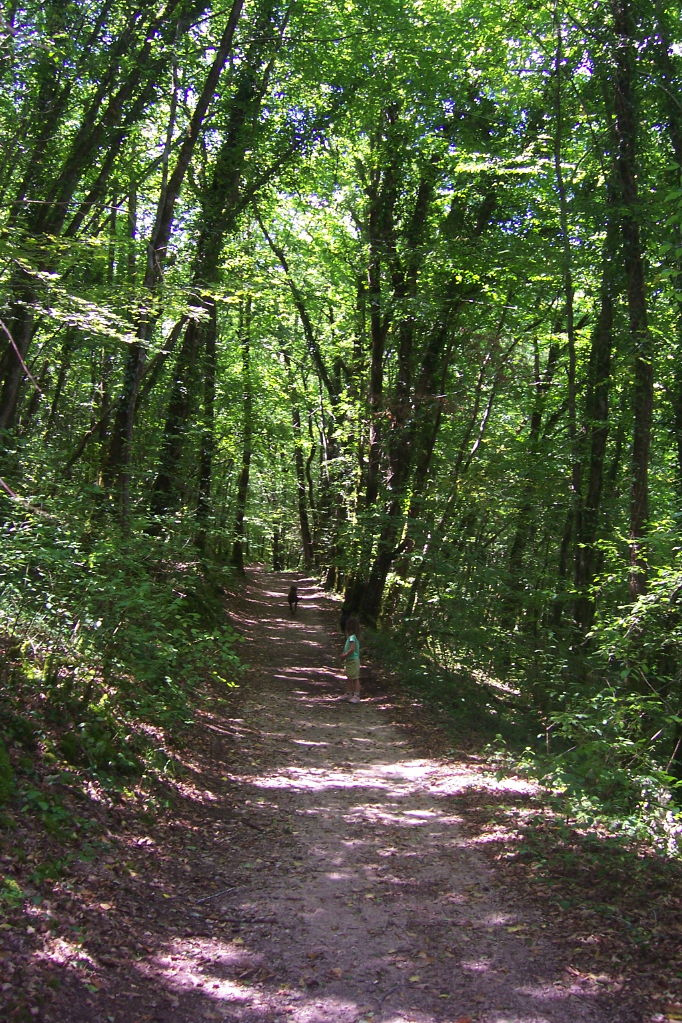
La végétation le long du chemin entre Cabouy et Saint-Sauveur.

À Cabouy, dans les endroits dégagés autour de la vasque, de nombreux saules ont envahi les alluvions sablonneuses accumulées contre le barrage de retenue de l'ancien moulin. Dans l'eau, des plantes aquatiques tapissent la vasque jusqu'à six mètres de profondeur dont des nénuphars dans les eaux peu profondes et le sol à l'étiage. Des mousses se sont installées sur les blocs de la digue et les arbres. Les alentours de la vasque sont occupés par une végétation exubérante composée d'arbustes : érables champêtres, érables de Montpellier, cornouillers mâles, cornouillers sanguins, noisetiers et mûriers.

#### Dans la vallée remontant vers Pouymessens
Sur un kilomètre, la vallée reliant Cabouy et Pouymessens est encaissée, humide et à l'abri du soleil. Elle est bordée de falaises ou de talus formés de cailloutis fragmentés par les variations de température et le gel. Le sol est argilo-calcaire.
Au sol, on trouve des fougères, des mousses, du lierre qui remontent jusque dans les rares grands chênes pubescents. Les arbres les plus nombreux sont les charmes. Les arbustes sont nombreux : des noisetiers en grand nombre : genévriers, érables champêtres, érables de Montpellier, prunelliers, troènes. On trouve aussi une plantation de pins.

#### Sur les coteaux
Les coteaux ombragés sont colonisés par des forêts de chênes pubescents et des érables.
Par contre, les parties sud, fortement ensoleillées, offrent un aspect caillouteux. On y trouve des pelouses sèches entretenues par les troupeaux de moutons. Les arbres et arbustes y sont rabougris : des érables de Montpellier, des chênes pubescents tordus, des thérébinthes, des cornouillers mâles et cornouillers sanguins.

#### À la confluence Ouysse - Alzou
Dans cette zone de prairie au voisinage de l'Alzou, les bords de la rivière sont occupés par de grands arbres : des frênes à croissance rapide, des noisetiers, des aulnes glutineux et quelques saules. Une station de tulipes sauvages a aussi été repérée à la confluence Cabouy / Saint-Sauveur. Dans la rivière, les plantes les plus remarquables sont la lentille à trois lobes qui se développe entre deux eaux, le nénuphar jaune particulièrement abondant ici et le flûteau nageant, une espèce protégée.
Les falaises qui bordent l'Alzou accueillent des lierres et des fougères.

### La faune

#### Les animaux aquatiques de l'Ouysse
Dans les eaux de l'Ouysse, en aval des résurgences, on rencontre des gardons, des brochets, des ombres et des anguilles.

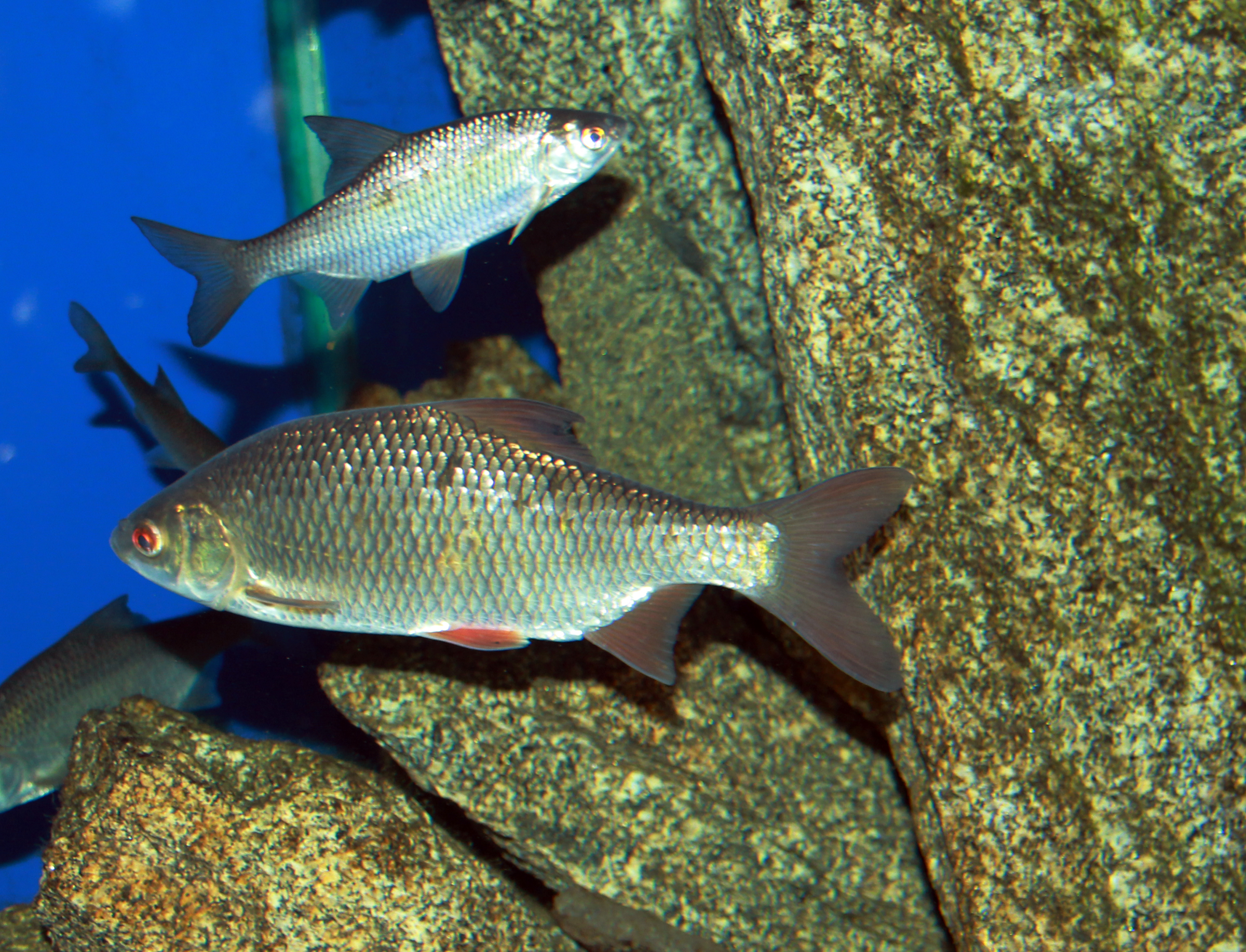
Gardons.
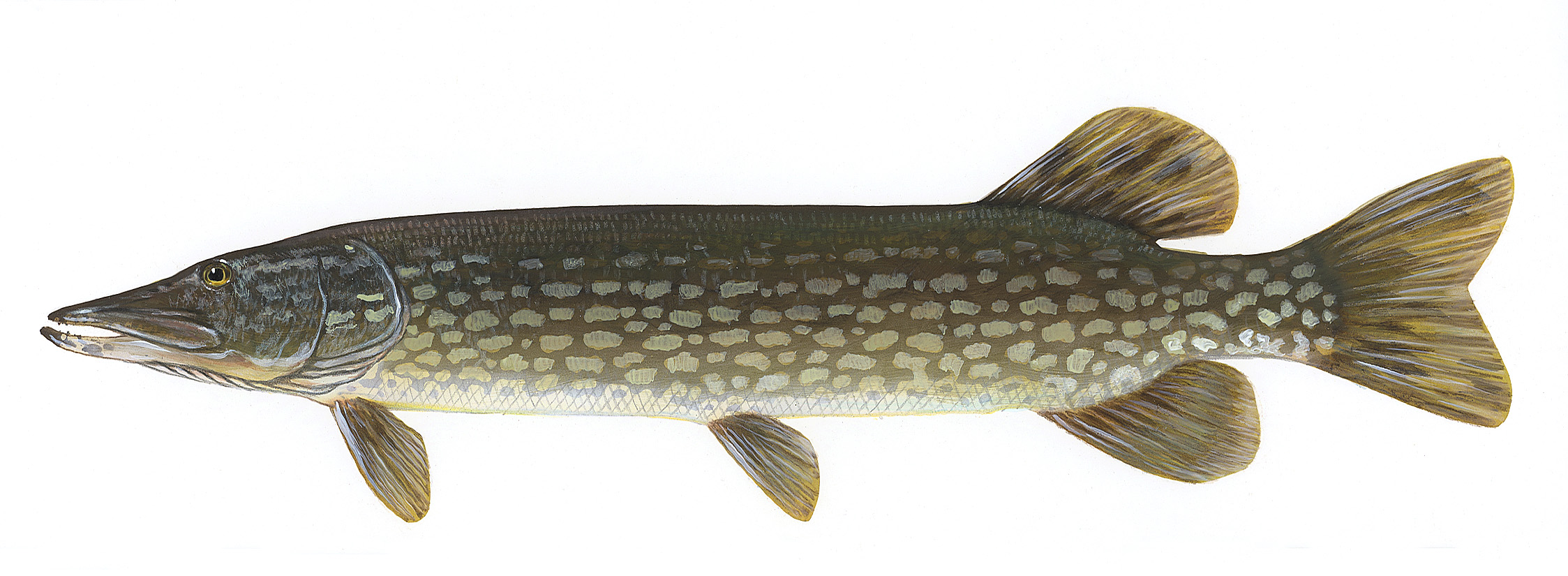
Brochet.
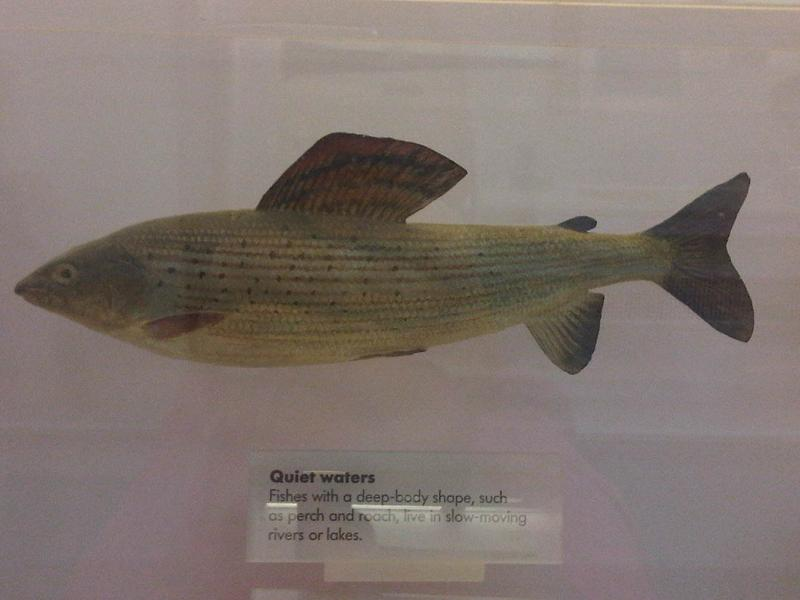
Ombre.
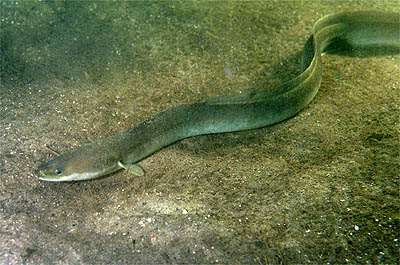
Anguille.

#### Les animaux de la vallée de l'Ouysse
Un grand nombre d'animaux vivent aux alentours de la vallée de l'Ouysse : des oiseaux : un chevalier guignette aperçu près du moulin de Caoulet, des faucons pèlerins, des grands hiboux, des couleuvres comme les coronelles, des salamandres, animaux crépusculaires et nocturnes, vivent dans les endroits ombragés et humides,

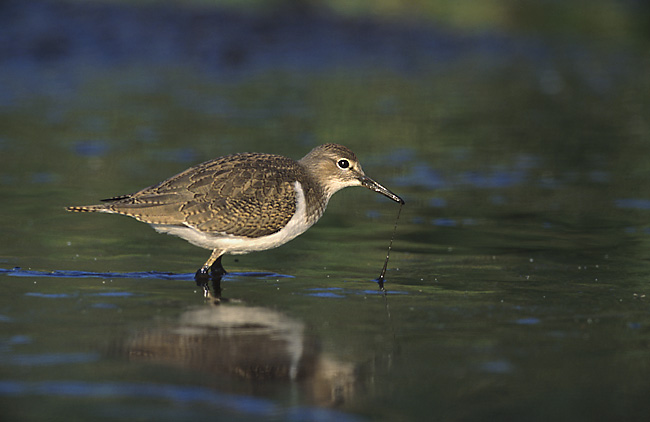
Chevalier guignette.
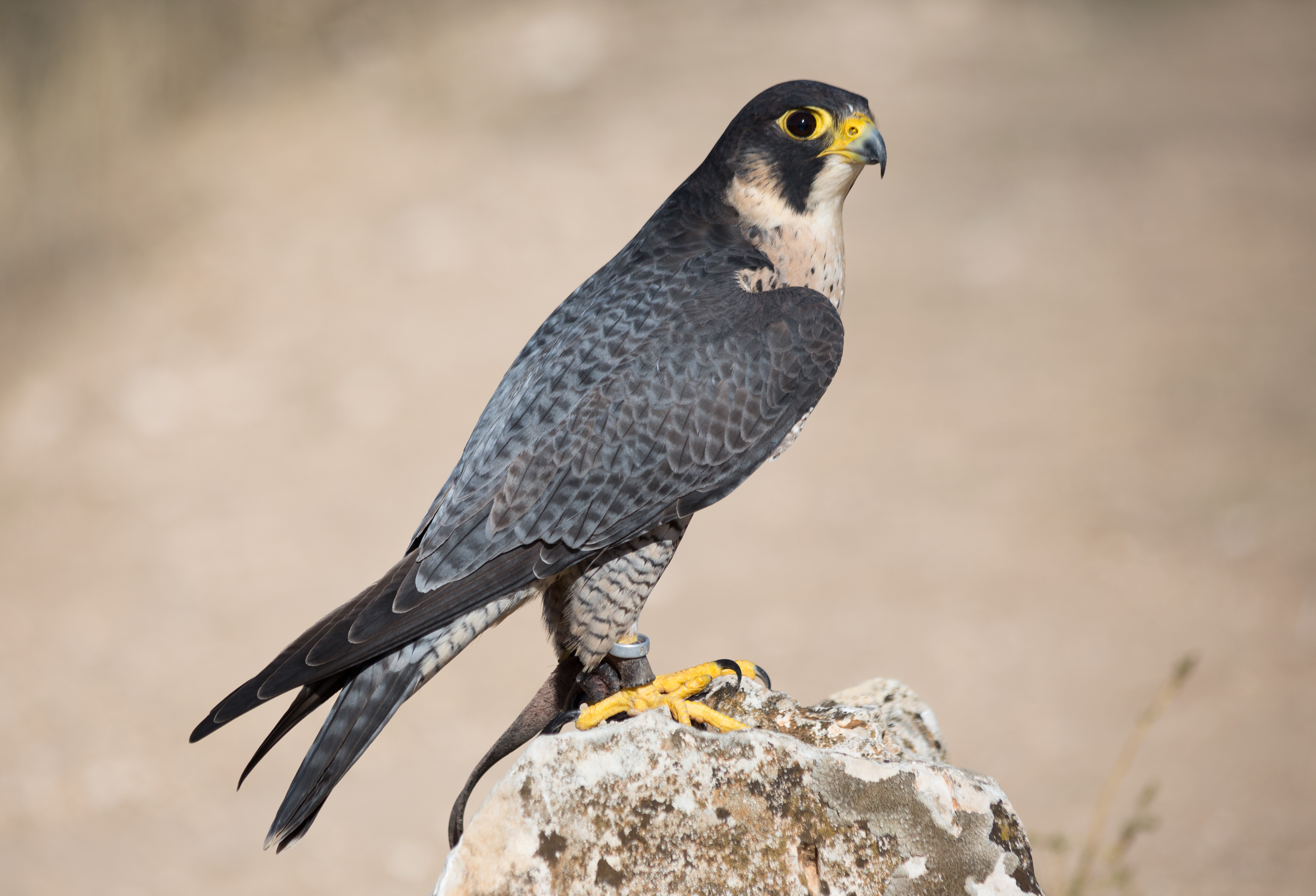
Faucon pèlerin.
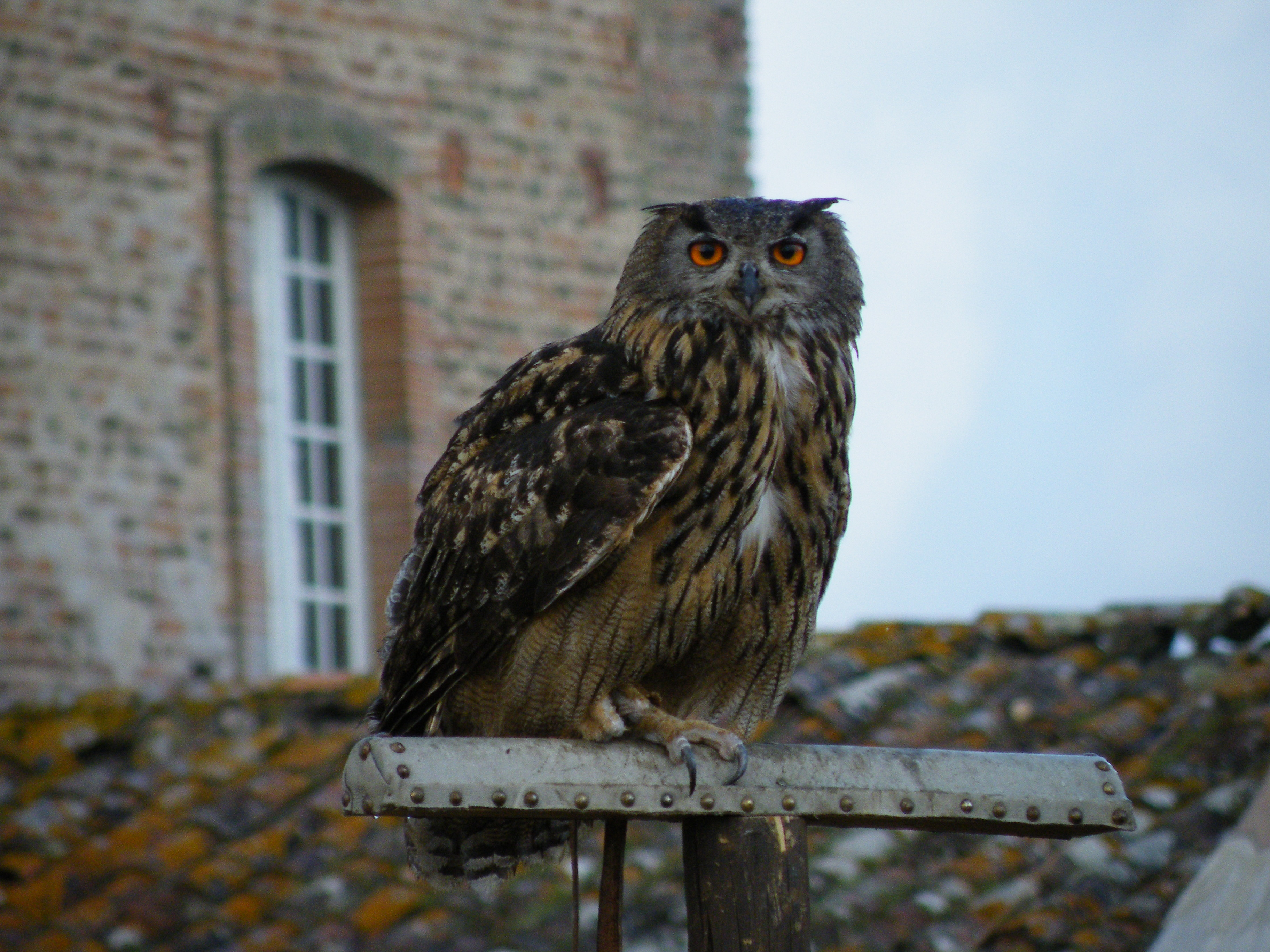
Hibou grand-duc.
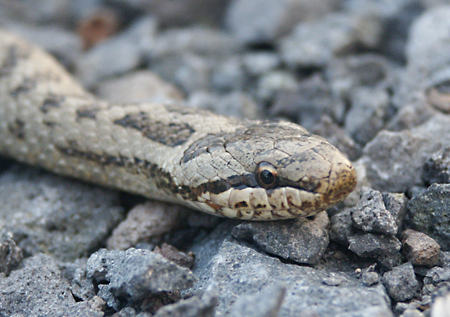
Couleuvre coronelle.
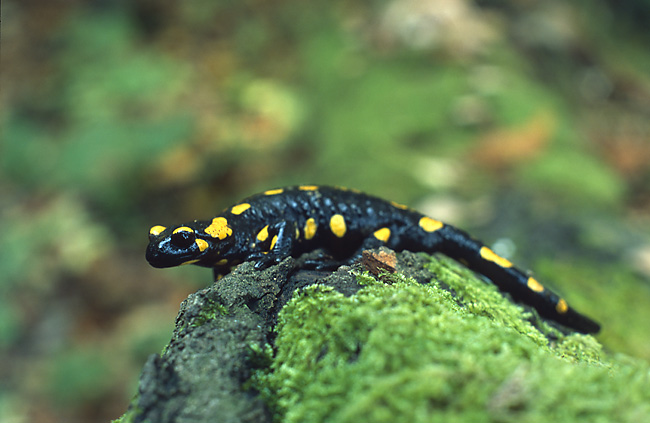
Salamandre.

des insectes : le sylvain azuré (papillon) en abondance, le damier de la succise (papillon), des ascalaphes (névroptères) sur les pentes sèches, le cuivré des marais (papillon) et des mammifères : des blaireaux, des ragondins et des renards qui habitent de petites cavités à la base des parois rocheuses.

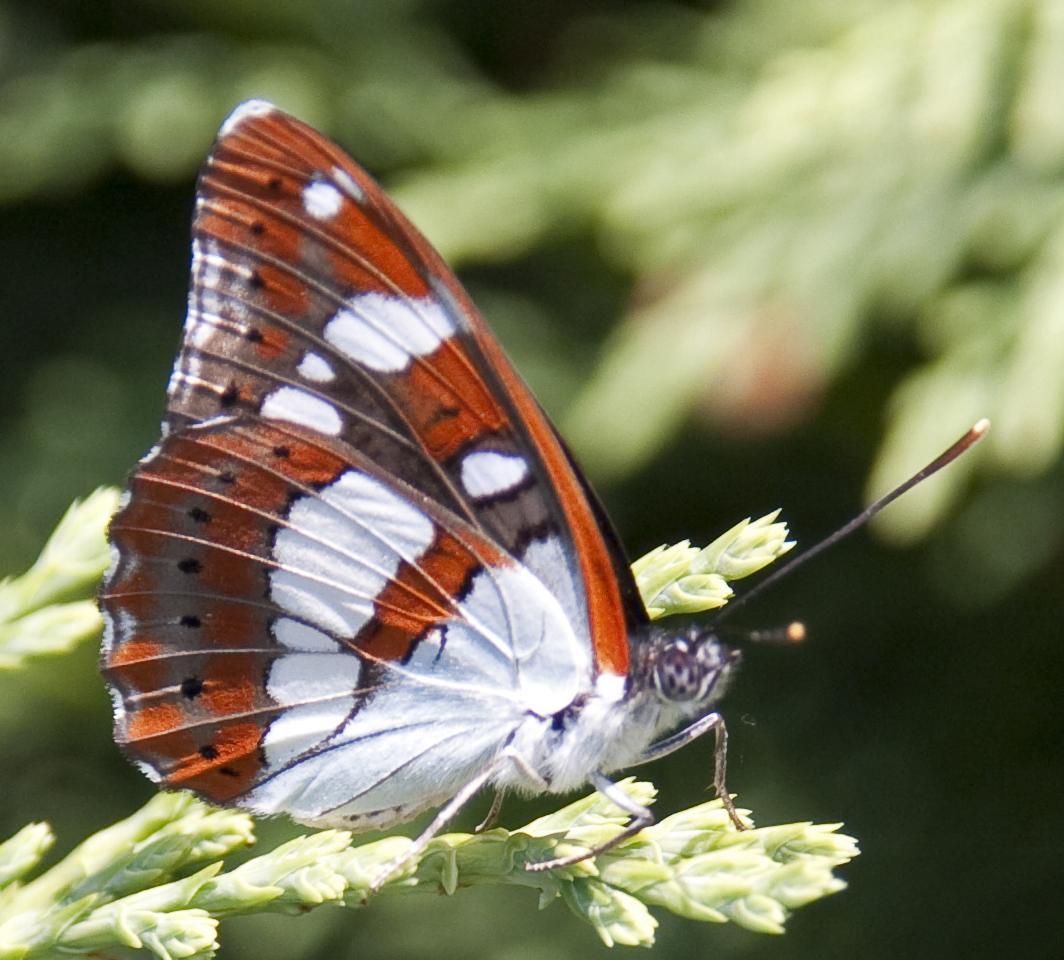
Sylvain azuré.
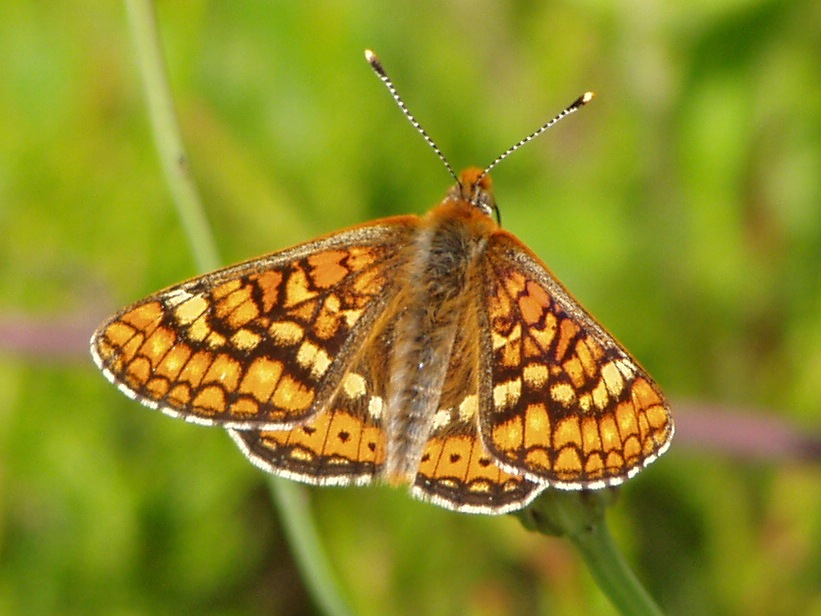
Damier de la succise.
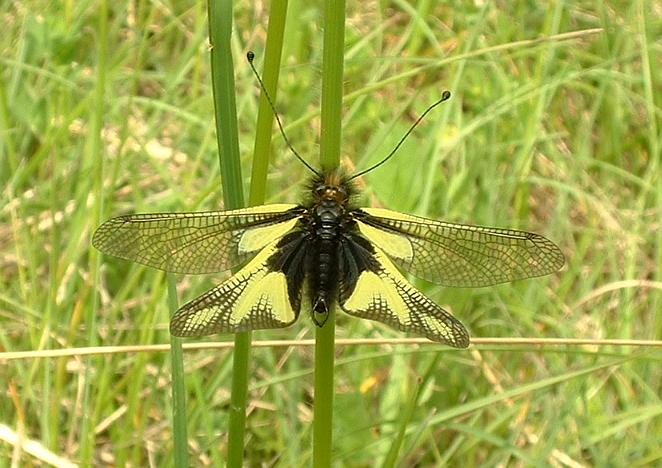
Ascalaphe.
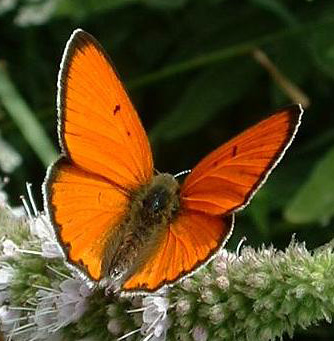
Cuivré des marais.
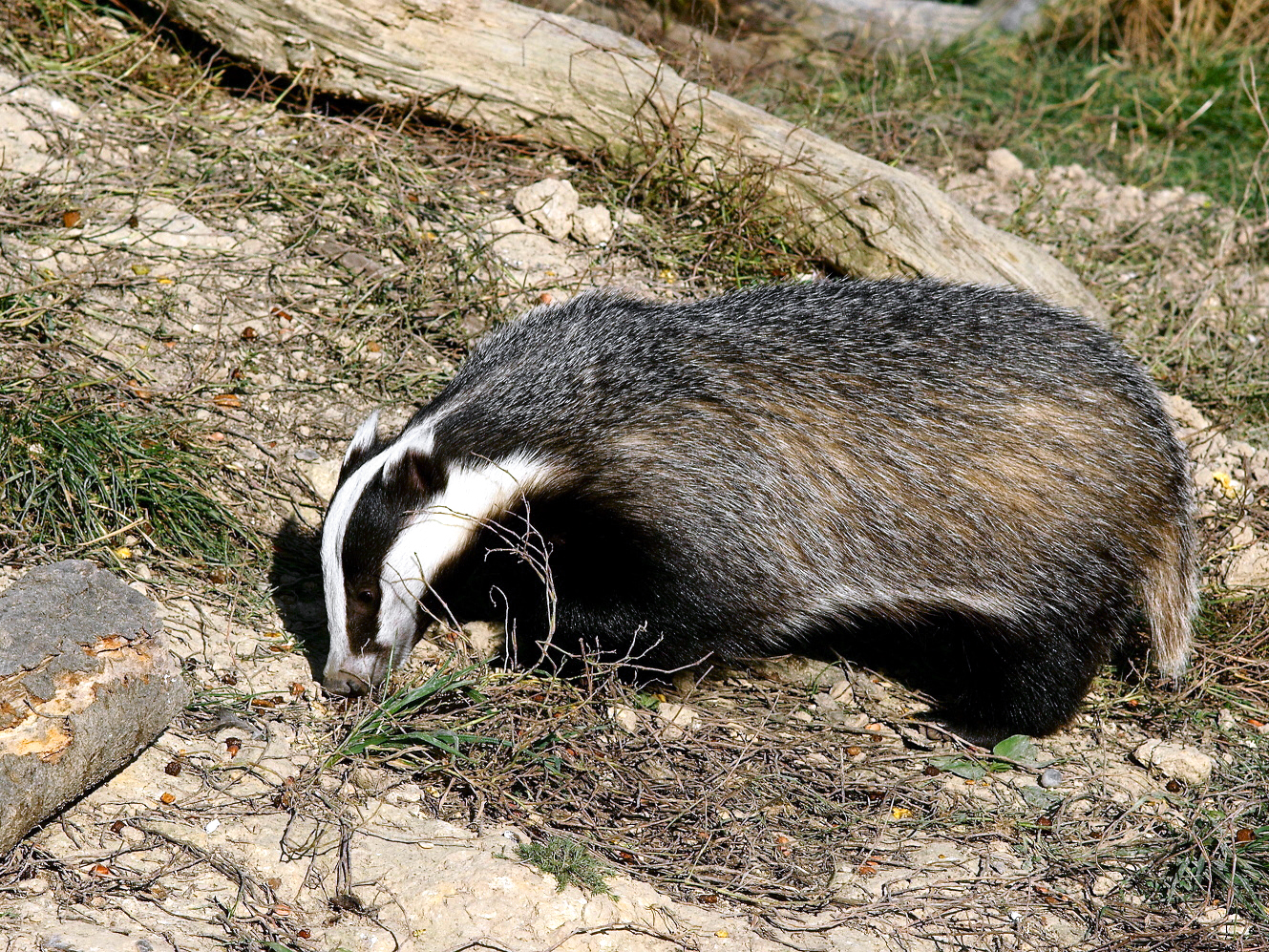
Blaireau.
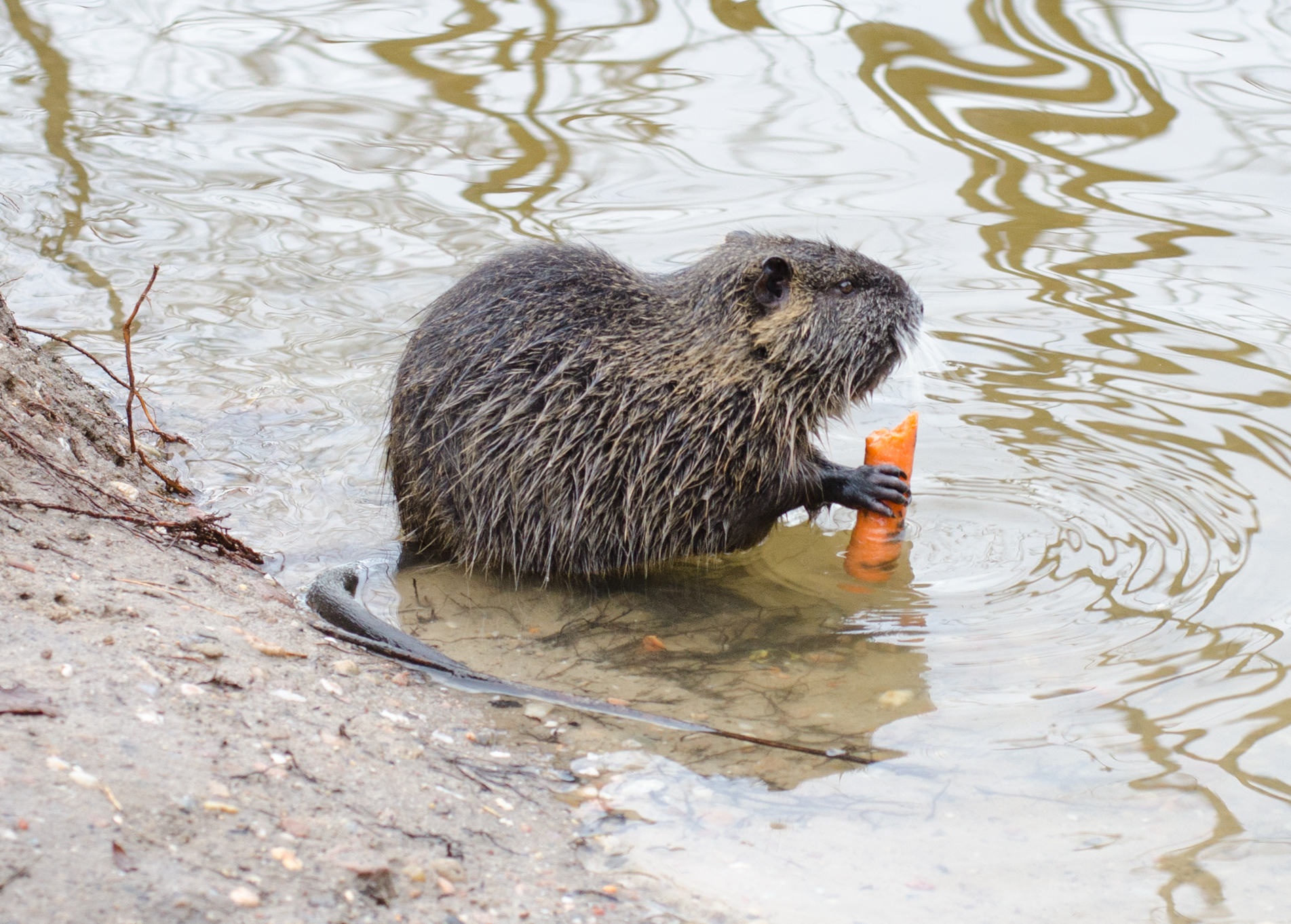
Ragondin.
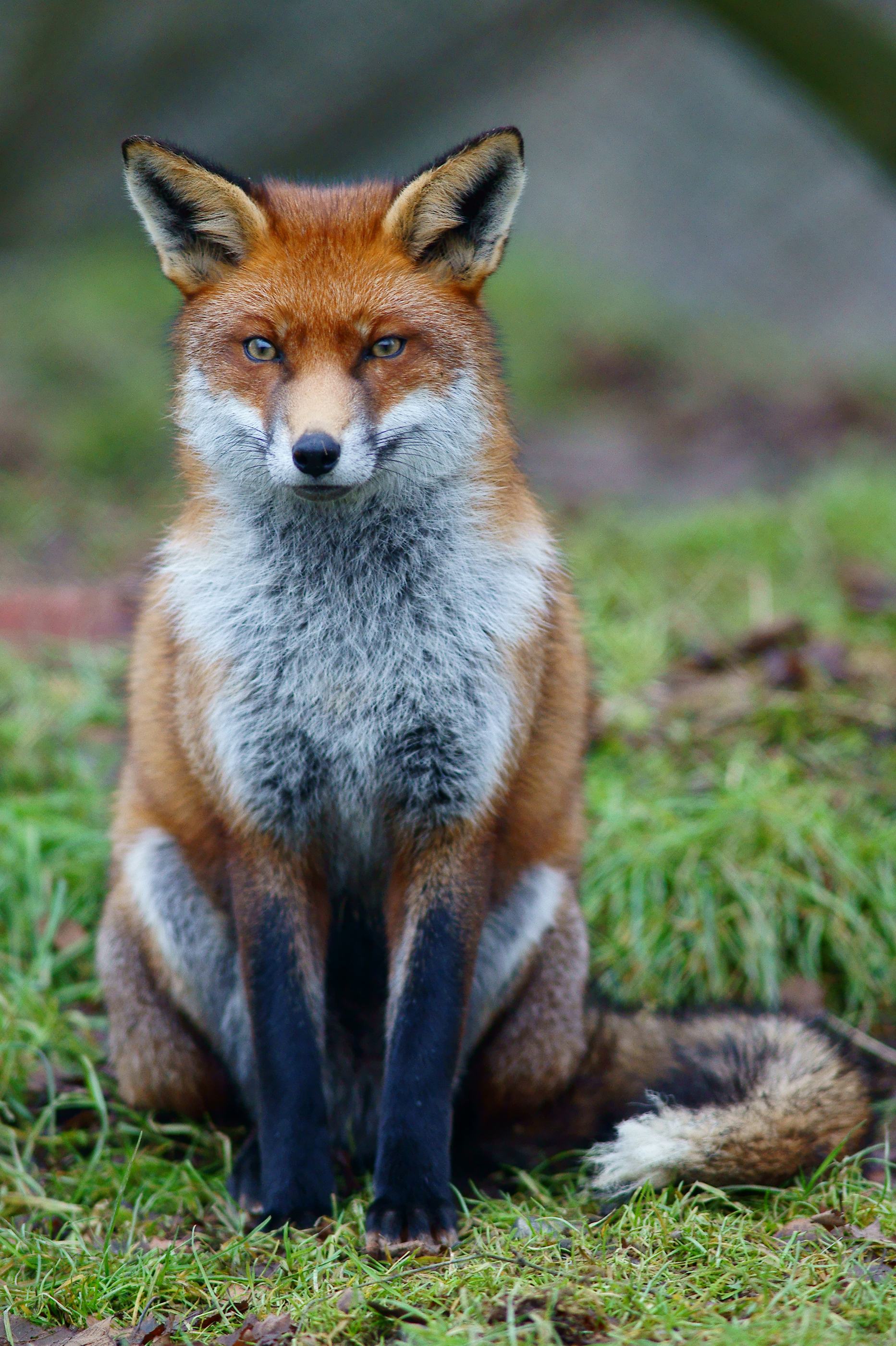
Renard.

#### La faune cavernicole
La vallée de l'Ouysse offre des cavernes à l'air libre et des gouffres et conduits noyés où survivent des animaux qui se sont adaptés à ce milieu hostile : pas de lumière ou de chaleur, peu de nourriture.
Sous terre, Les invertébrés sont représentés par des vers annelés dans les dépôts récents apportés par la rivière et par quelques espèces de sangsues dans l'eau. On trouve aussi des mollusques comme des moules et des gastéropodes aquatiques. Les cavités souterraines sont habitées par de nombreux arthropodes : arachnides, crustacés, myriapodes (mille-pattes), collemboles et insectes. Dans les grottes sèches, les araignées brunes de la famille Meta minardi, aux cocons blancs et soyeux, se nourrissent d'insectes rampants et tissent des toiles contrairement aux opilions, appelés couramment faucheurs. Plus petits, les acariens parasitent les chauves-souris et les insectes. Certains crustacés aquatiques sont devenus troglobies : les Niphargus sorte de petites crevettes (gammares) décolorées et aveugles. Les cloportes, eux, ont colonisé les parties hors de l'eau. Les insectes vivent à l'entrée des grottes, souvent accrochés aux parois. Les phryganes ressemblent à des papillons ternes aux ailes en forme de toit, les triphosa dubitata se confondent par leurs couleurs à la roche.
Les vertébrés du milieu souterrain sont les amphibiens comme les crapauds et la salamandres qui se nourrissent d'invertébrés dans l'entrée des grottes et les chauve-souris qui sont les mammifères troglophiles les plus répandus.

## Histoire

### Une longue occupation humaine

#### La préhistoire
Les vallées de l'Ouysse et de l'Alzou sont des lieux de passage naturels entre le causse et la Dordogne. Les hommes fréquentent ces lieux depuis au moins 50 000 ans.

##### Le Paléolithique

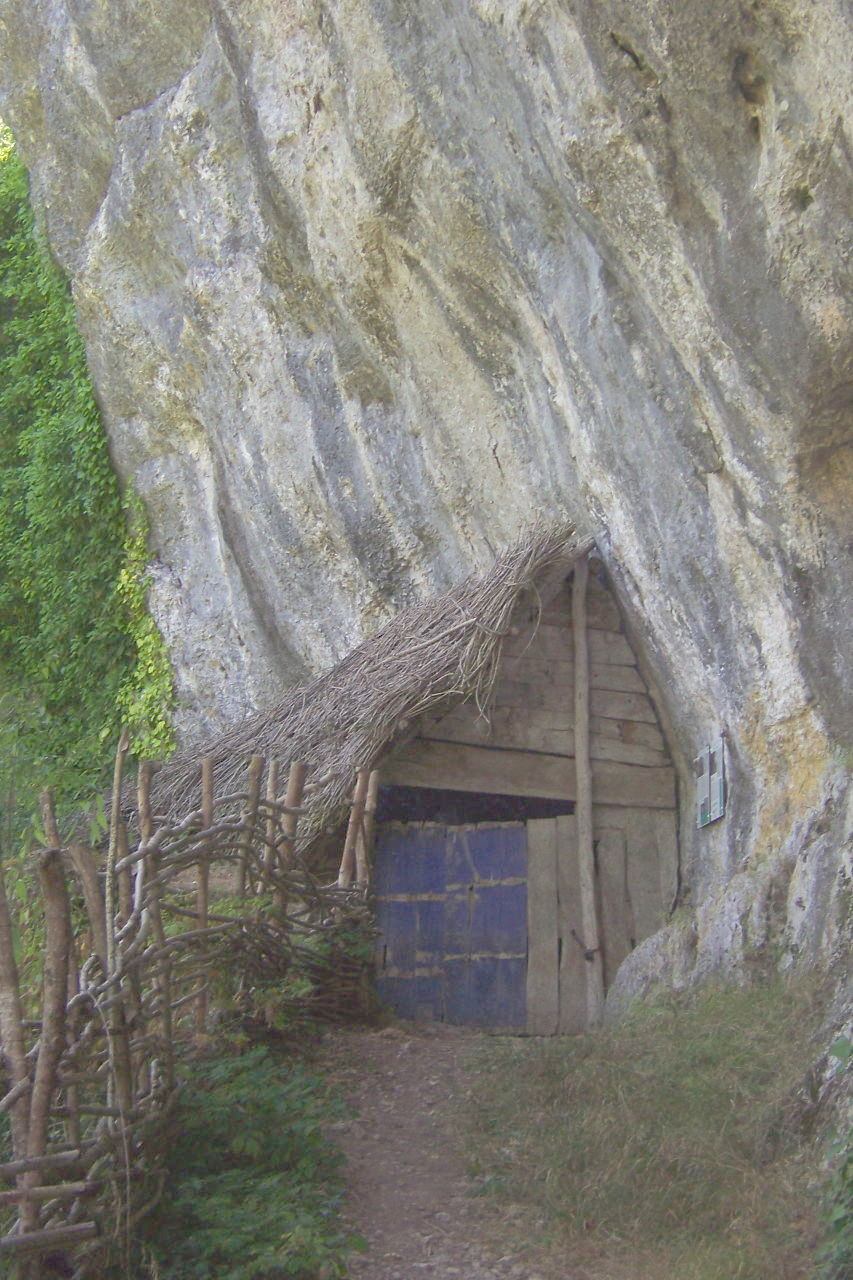
L'abri Pagès sur la gauche de la route du moulin de Caoulet.

Les fouilles réalisées par Armand Viré dans la grotte Jouclas, au centre de l'actuel village de Lacave, ont mis au jour un grand nombre de traces laissée par les hommes du Paléolithique : charbons, silex taillés, et os. Pendant les périodes très froides du Solutréen, ces chasseurs campaient dans des abris sous roche sur les rives de la Dordogne et chassaient de préférence les chevaux sauvages, puis les rennes, les bouquetins, les loups, les oiseaux et les rongeurs. Les vallées de la Dordogne et de l'Ouysse, avec leurs passages resserrés entre rivière et falaises, étaient leurs terrains de chasse. Toujours d'après Armand Viré, au Magdalénien, les hommes occupèrent des abris près du moulin de Valeilles et se nourrissaient principalement de poissons. Les fouilles ont mis au jour de nombreuses arêtes, des pointes de harpons, des matières colorantes, une « gravure d'homme déguisé et dansant ».
À l'abri Pagès, appelé aussi loge végétale de Caoulet, situé près du moulin de Caoulet, des galets ornés de gravures géométriques et recouverts d'ocre rouge montrent une occupation à une époque rattachée à la culture azilienne. Ces vestiges, découverts par André Niederlender, sont visibles au musée du Pech Merle. La loge actuellement visible à cet endroit, restaurée en 2001 et 2002, possède des fondations pouvant dater de quelques décennies. Sa structure est composée de chevrons de cinq à six mètres de long posés sur des traverses au sol et appuyés sur la falaise. Ce sont des troncs de chênes bruts non écorcés. Des liteaux, fabriqués à partir d'arbustes, sont fixés horizontalement sur les chevrons. La charpente est couverte de 400 fagots de sarments de vigne.
Sur le causse, à Thémines, dans la grotte de Roucadour, André Niederlender et ses successeurs ont trouvé de nombreuses gravures et traces qui attestent de la présence de ces hommes du Paléolithique.

##### Le Néolithique

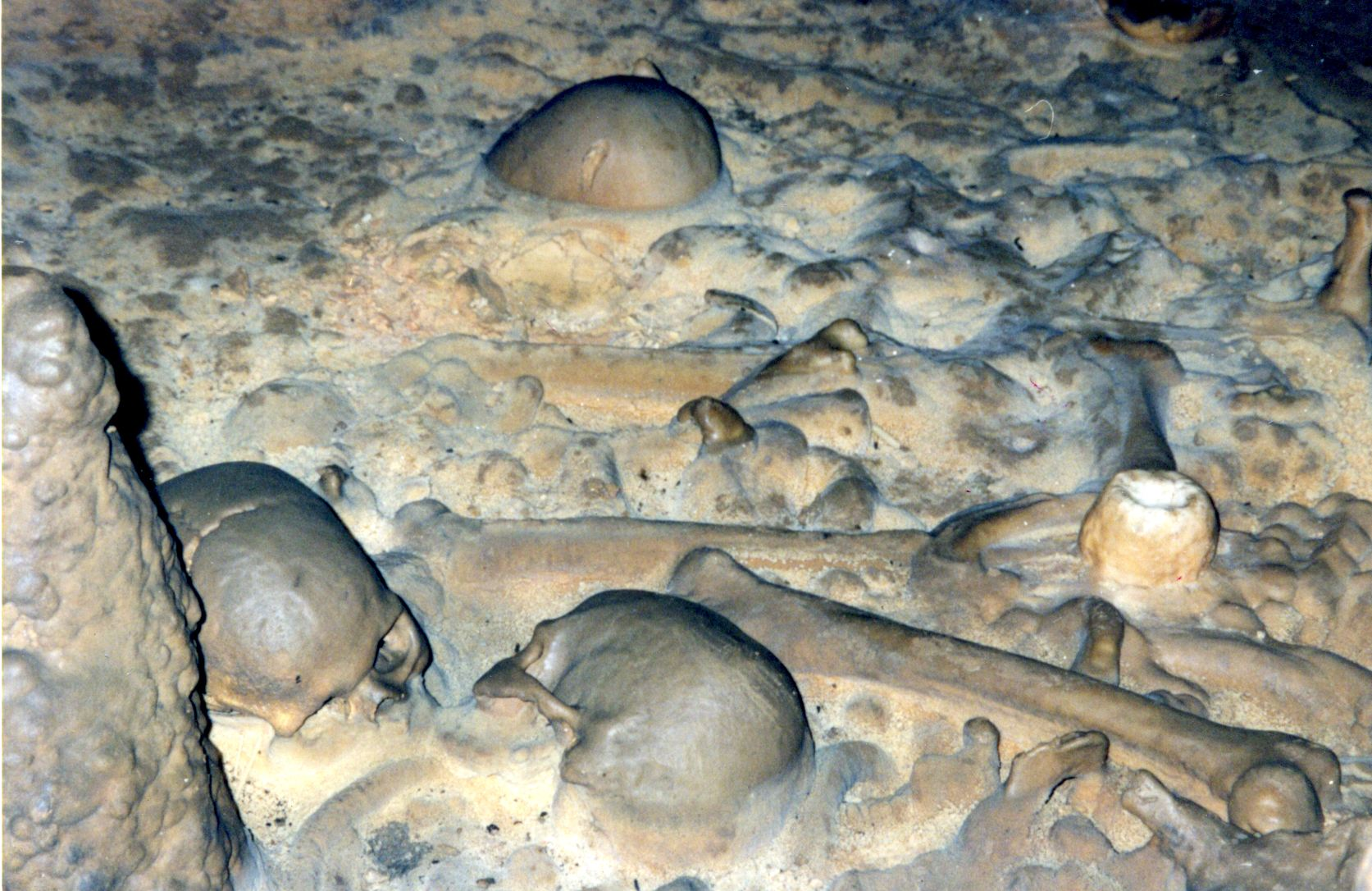
Os humains calcifiés dans la grotte de Linars dans la vallée de l'Alzou (affluent de l'Ouysse).

Au Néolithique, le climat et l'habitat changent. Armand Viré cite des restes de village en plein air et un dolmen servant de sépulture. Ces vestiges étaient situés sur « la hauteur qui sépare la vallée de l'Ouysse au ravin des Conques au-dessus des Bertoux… Ce lieu porte le nom de Peyre-Levade (Pierre levée) ».
Une autre pratique consistait à placer les morts dans une cavité souterraine. Armand Viré a trouvé onze squelettes dans une grotte du vallon de Combe Cullier. En 1990, à la grotte de la Biscordine, Marina Escola a étudié les squelettes de 36 adultes et 16 enfants de 3 à 17 ans. Une datation par le carbone 14 a permis de les rattacher au Néolithique final (entre −3 282 et −2 900 ans).

#### Époque gauloise de 900 à 51av. J.-C.
Les Gaulois qui habitaient les environs de l'Ouysse faisaient partie des Cadurques. Armand Viré a trouvé de nombreuses traces sur la commune de Lacave. Dans une grotte du Roc de Mandaval, au-dessus du moulin de Cougnaguet, il a trouvé des poteries gauloises de l'époque hallstattienne. Les lieux occupés se situaient sur les hauteurs : « Au-dessus du moulin de la treille et du Bourgnou, une pointe de plateau a été transformée en une sorte de petite forteresse ». Les morts étaient recouverts de terre et de cailloux formant des tumulus dont le diamètre pouvait atteindre vingt mètres pour deux mètres de hauteur.

#### La féodalité, les moines et les moulins de l'aval

##### De Belcastel à Cabouy

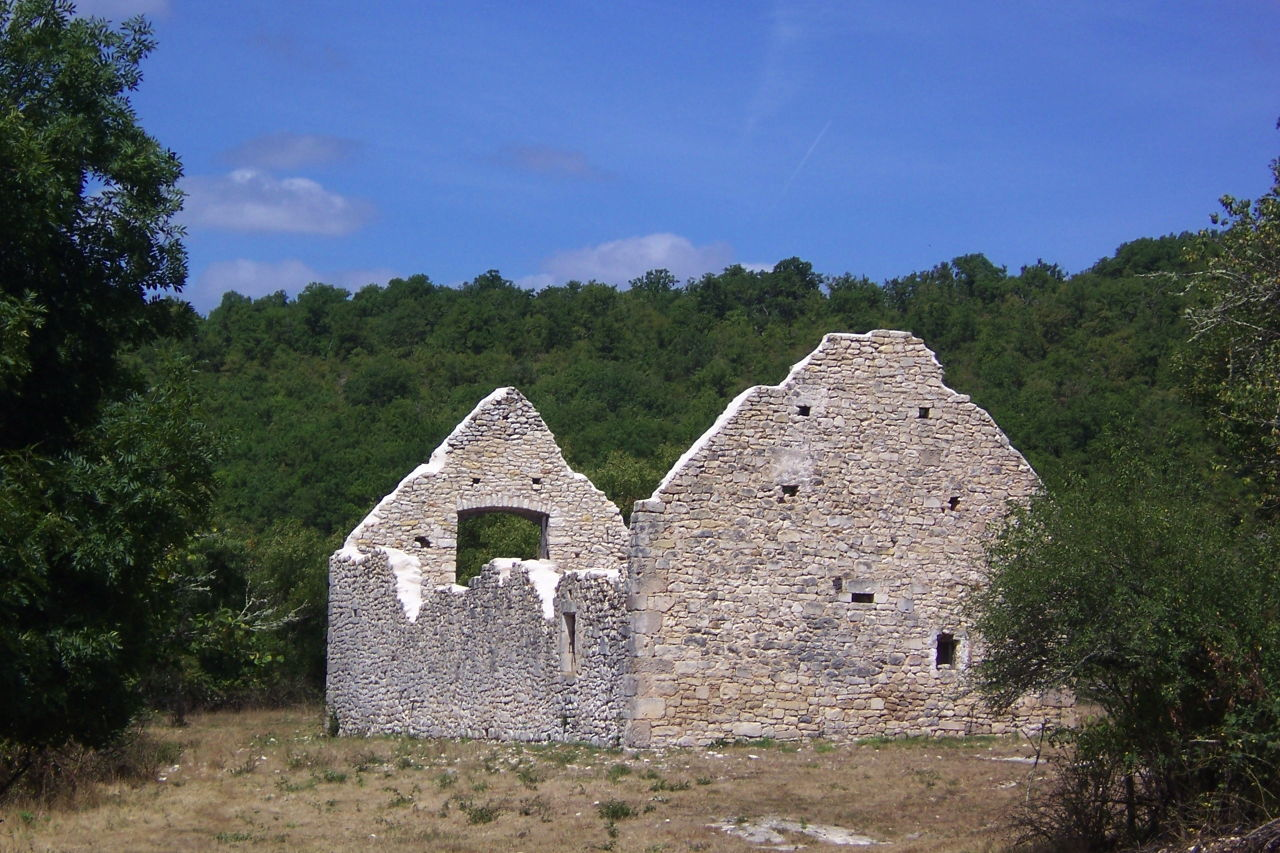
Restes de la grange cistercienne de Saint-Sauveur incendiée en 2001.

Au Moyen Âge, le territoire est divisé en terroirs ou tènements qui ont chacun un possesseur noble ou suzerain. Les écrits montrent que l'agriculture n'était pas très importante au regard des ressources liées à la rivière et aux points hauts utilisés pour la surveillance. Deux anciennes importantes voies romaines franchissaient la Dordogne, au pied du château de Belcastel.
En 930, le vicomte Adhémar, seigneur des Echelles, mentionne dans son testament au profit de l'abbaye bénédictine Saint-Martin de Tulle, le château surplombant l'Ouysse : Castel-Bel (« Castrum Bellum », Belcastel),. En 1087, Bertrand de Belcastel, sa femme Richarde, son frère Guillaume et ses trois neveux donnent le « droit de pêche sur l'Ouysse (Oïssa) avec cette réserve que les moines ne mettent pas d'hameçons au-dessus du moulin pour prendre les brochets… Quand les saumons remonteront, ils fermeront les passages pour qu'ils ne puissent pas repasser ».
En 1105, Le pape bénédictin Pascal II confirme comme possession de l'abbaye de Tulle la chapelle de Belcastel et les églises environnantes. En 1154, Adrien IV confirme cette décision. L'abbaye de Tulle peut jouir de ses possessions et procéder aux aménagements de l'Ouysse.

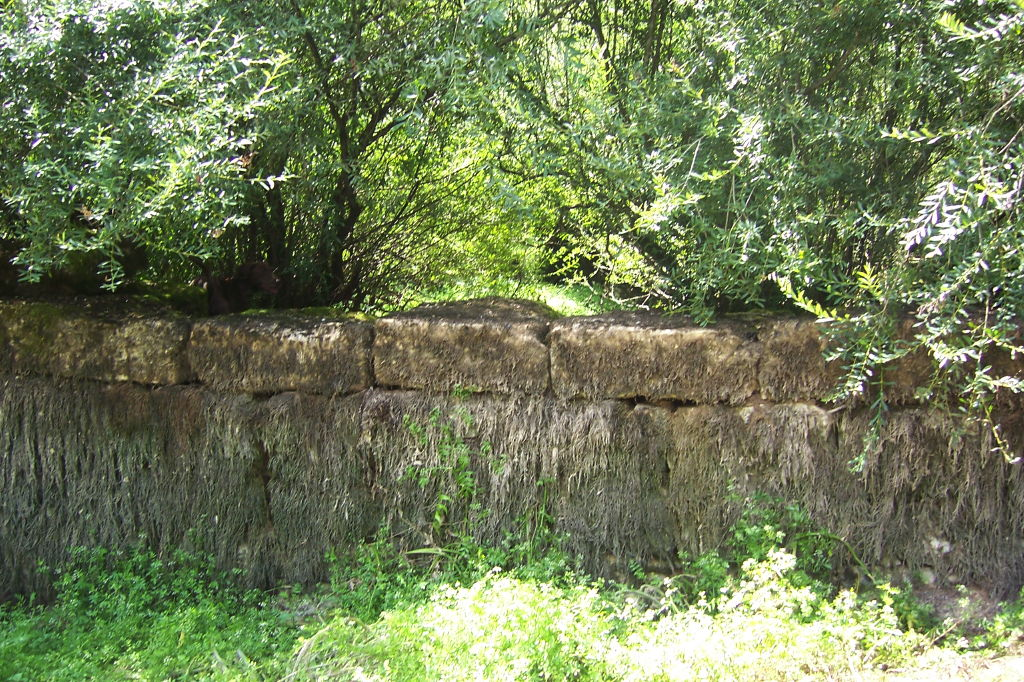
Digue bâtie avec d'énormes blocs de pierre taillés par les moines à Cabouy, pour diriger les eaux de la résurgence vers le moulin.

Un acte de 1164 du cartulaire de l'abbaye d'Aubazine, établi sous l'abbé Robert, mentionne la famille de Mandaval. Ils habitaient un château situé un peu en amont de Cougnaguet, sur une plateforme rocheuse, en rive droite, et surplombant l'Ouysse de 80 mètres.
Les moines bénédictins de Saint-Martin de Tulle, les cisterciens d'Aubazine et ceux des Alix édifient dix moulins sur l'Ouysse, qui vont des résurgences jusqu'au confluent : le moulin de Cabouy semble avoir été construit au XIIe siècle ; Pons de Gourdon céda des droits sur ce moulin à l'abbaye de Tulle en 1215 ; en 1164-1165, les cisterciens tentent d'aménager Saint-Sauveur, mais ils rencontrent des problèmes qui les conduisent à arrêter les travaux, soit pour des difficultés techniques (l'eau se serait infiltrée sous l'ouvrage par des fissures dans la roche), soit pour des problèmes juridiques (les travaux auraient commencé sans l'accord du seigneur des Bormes) ; en 1260, la propriété du moulin de Caoulet est disputée entre les bénédictins de Tulle et les cisterciens d'Aubazine ; en 1264, Albert de Bormes, chevalier, fait donation à Messire Pierre, abbé de Tulle, « de certaines possessions sur les moulins de Cabouy, Caoulet et appartenance d'iceux » ; le moulin de Lapeyre est mentionné en 1159 dans un acte où Étienne Belzom (Belzomi) donne ses droits pour doter ses filles puis au XVe siècle, les cisterciens le vendent à un laïc, c'est alors un moulin à foulon puis une carderie ; le cartulaire d'Aubazine, folio 136, signale qu'en 1177, il y avait un moulin entre Lapeyre et Cougnaguet : le moulin de Tortuguier ou de Murat ; le moulin fortifié de Cougnaguet, mentionné dans un acte de 1260, aurait été construit entre 1200 et 1260 selon les uns et de 1292 à 1350 selon d'autres par des moines de l'abbaye cistercienne de Saint-Étienne des Alix, établie à Rocamadour) ; le moulin à trois meules tournantes de la Treille est cité en 1249 ; il appartint à l'abbaye de Tulle, puis par transaction à celle d'Aubazine ; le moulin de Bourgnou est cité dans un contrat du 4 mai 1447 entre Antoine de Bauze, seigneur de Belcastel et Géraud Bourgnou, Auvergnat venu de Chastel-Marlhac dans le cadre du repeuplement de la région, après la guerre de Cent Ans ; le moulin de Verdoire est reconstruit au XVe siècle, et arrenté en 1467 à Barthélemy Maillard, ; le moulin fortifié de Valeille est peut-être cité dans un acte du 22 mars 1087, mais cela pourrait être Verdoire, il est ruiné au XVIIe siècle et reconstruit au XIXe siècle. Les cisterciens, appauvris par la guerre de Cent Ans, durent arrenter leurs moulins à des tenanciers.

##### En amont de Thémines
Vingt-deux moulins sont recensés en amont de Thémines, sur l'Ouysse et ses affluents, dans l'étude d'Édith Branche, Nicole Couffignac et Gérard Peyrot. Les plus anciens ont été construits au XIIIe siècle ou avant. Le moulin de Vergnal-Haut est par exemple déjà mentionné dans les coutumes de Thémines de 1262, celui de Solhols ou Tounayne dans l'acte de fondation de l'Hôpital-Beaulieu établi par les seigneurs Girbert et Aigline de Thémines. Le plus récent, celui de Vergnal Bas, fut édifié en 1858.
Ils sont actuellement tous désaffectés et souvent reconvertis en habitations. Ceux situés près des pertes, souvent complètement noyés par les crues, sont en ruines.

#### La fin des moulins

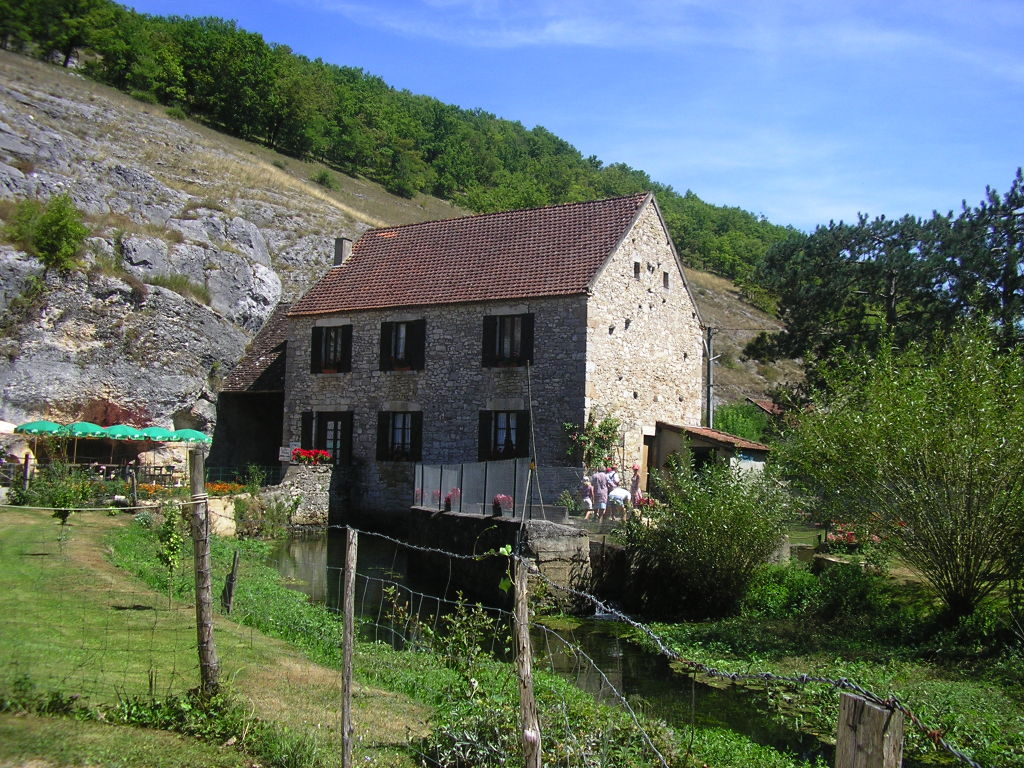
Le moulin de Caoulet vu de l'aval, maintenant reconverti en élevage de poissons.

Certains moulins ont été victimes de leur localisation : débit insuffisant dans les amonts ou pendant les périodes sèches, crues ravageuses au voisinage des pertes de Thémines, difficultés d'accès dans les endroits isolés ou escarpés.
Au XXe siècle, c'est l'environnement qui a évolué avec l'amélioration du réseau routier et des moyens de transport, de nouvelles sources d'énergie, l'exode rural et les minoteries industrielles.
Les derniers moulins de l'Ouysse, à l'amont comme à l'aval, ont cessé de fonctionner entre 1947 et 1959, : moulins de Verdoire et Valeille en 1947 ; moulin Haut de Thémines en 1953 ; moulin de Raffy en 1955 ; moulin de Cougnaguet en 1959, mais en parfait état de fonctionnement pour des démonstrations de mouture.
De 1922 à 1931, le Moulin-Haut fut équipé d'une dynamo pour l'éclairage électrique de la commune de Thémines. Cette diversification fut stoppée par les problèmes liés à l'utilisation du courant continu et l'électrification de la région par la compagnie du Bourbonnais.

### Patrimoine

#### Moulin de Cougnaguet

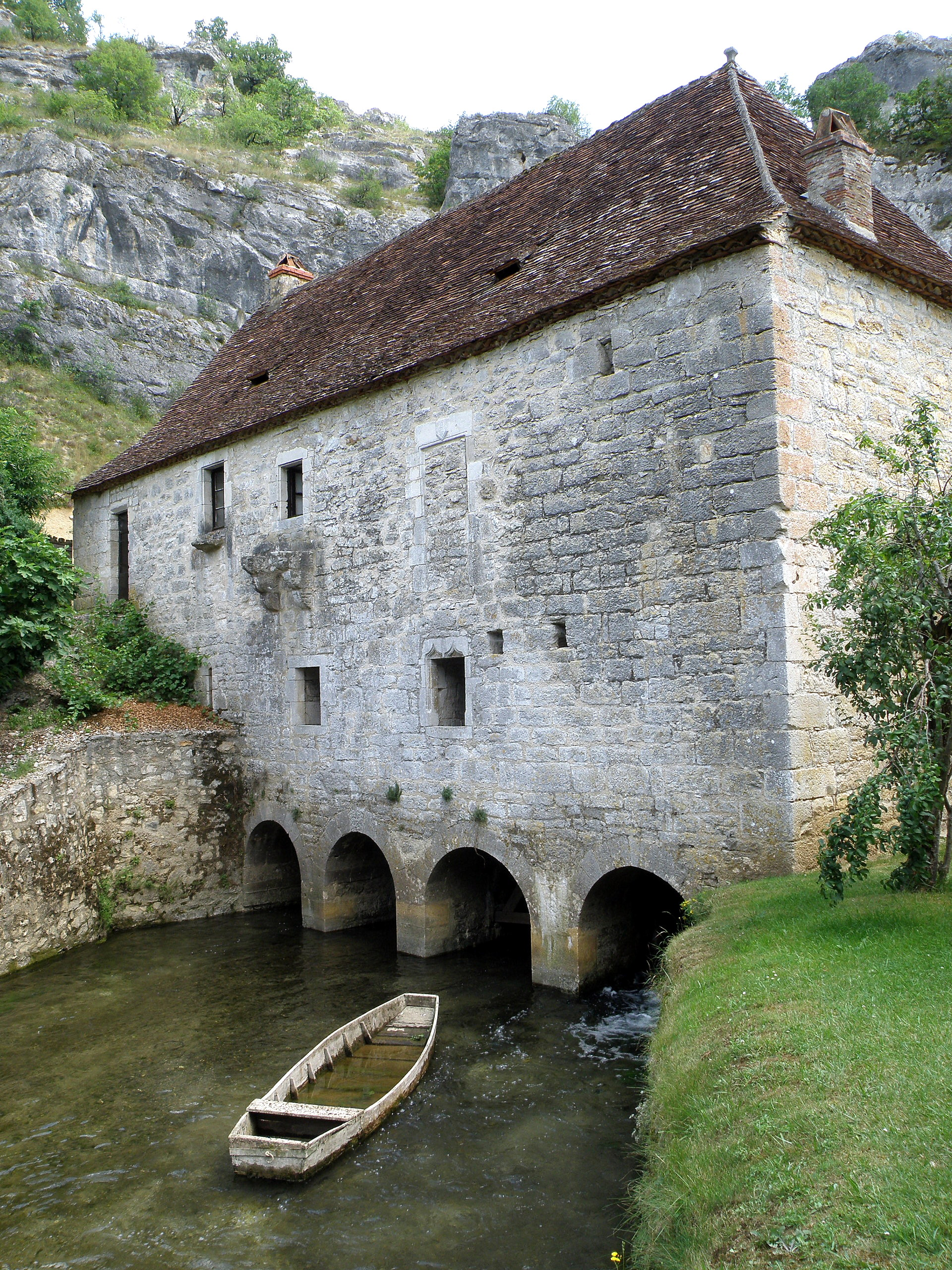
Le moulin de Cougnaguet vu de l'aval.

Le moulin de Cougnaguet est situé sur l'Ouysse, en rive droite, à 1 550 mètres en aval du pont de la route départementale 673 reliant Rocamadour à Calès. Sa hauteur de chute est de 1,80 mètre.
Il aurait été construit entre 1200 et 1260 selon le chanoine Edmond Albe, car un acte de 1260 le mentionnerait, ce qui serait confirmé dans le Cahier du Mont Sainte-Marie « An 1260 : Il y a compromis fait entre les seigneurs d'Obazine et les seigneurs de Tulle concernant les eaux des moulins de Cauniargues, Caulet, Murat … ». Selon d'autres sources, les moines de l'abbaye cistercienne des Alix de Rocamadour auraient commencé les travaux en 1292, lesquels auraient duré jusqu'en 1350.
Le moulin fut fortifié au XVe siècle. Les quatre arches de fuite étaient équipées de herses. Il comporte toujours des meurtrières et sa seule porte se trouvait à l'aval du moulin. L'accès se faisait par un passage à gué inondable par les défenseurs. Des travaux effectués à la Renaissance ont modifié les parties supérieures par percement de fenêtres dans les murs. En 1444, appauvris après la guerre de Cent Ans, les cisterciens d'Aubazine arrentent le moulin à Pierre Laurencie. En 1741, l'édifice était en mauvais état et fut vendu, en entier, 200 livres à Guillaume Andin, bourgeois de Rocamadour, qui effectua des réparations.
Le moulin de Cougnaguet est aujourd'hui dans un état de conservation exceptionnel, il est inscrit au titre des monuments historiques depuis le 10 décembre 1925. Équipé de quatre grosses turbines à cuve (roues à augets) de 88 cm de diamètre, il possédait quatre paires de meules à grain. Il a fonctionné jusqu'en 1959 et il est actuellement ouvert à la visite. Son propriétaire effectue des démonstrations de mouture et montre au public le fonctionnement de ses installations.

#### Château de Belcastel
Le château de Belcastel se situe sur la commune de Lacave, au confluent de l'Ouysse et la Dordogne. Il est perché au bord de la falaise à environ 55 mètres au-dessus de l'eau, dans le périmètre de 138 hectares d'un site inscrit le 15 mars 1954.
Le château est constitué d'un bâtiment d'habitation datant de la fin du XVIIIe siècle ou du début du XIXe siècle, incorporant un donjon du XVe siècle, et d'une chapelle mentionnée dans une charte de 1154 (aujourd'hui de style XVe siècle).
Il est actuellement entouré d'une enceinte (mur bas) du côté des falaises, et, d'après Armand Viré, un fossé profond, maintenant comblé, le protégeait du côté ouest.
En 930, le château était déjà cité dans le testament du vicomte Adhémar, seigneur des Echelles sous le vocable Castrum etiam bellum (« Château encore beau »).
Une famille prit le nom du lieu : les « seigneurs de Belcastel ».

## Légendes

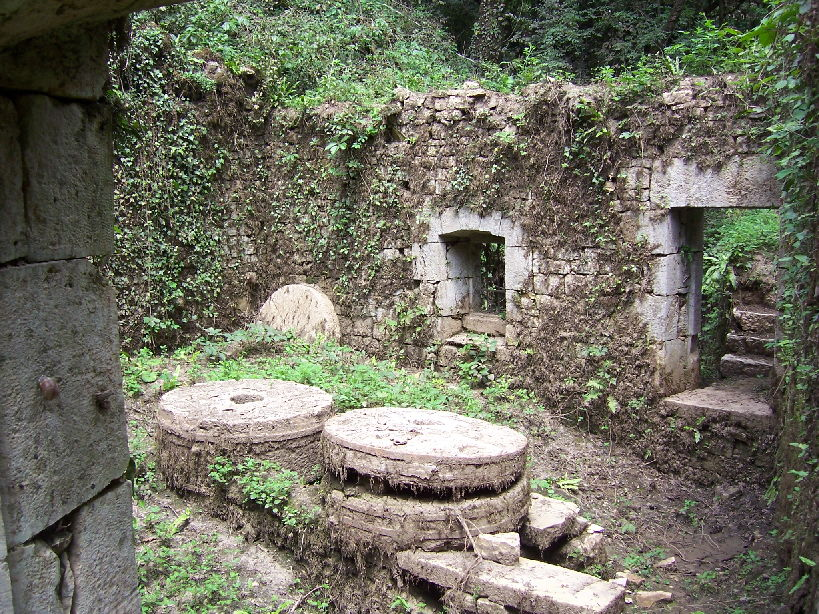
Les ruines d'un des moulins de Thémines.

Plusieurs légendes ont pour contexte l'Ouysse. Elles mettent en scène des meuniers, des chevaliers, le diable, des dracs, la liaison souterraine Thémines - Cabouy ou un moulin bâti par le diable. Il en est ainsi de « La crosa del drac» (la grotte du diable) située 300 mètres en amont du moulin de Cougnaguet, d’où sortent des bruits jugés surnaturels. « L'Ouysse souterraine » conte l’histoire de Vivien, un jeune meunier qui travaille à Cabouy. Il est séparé d'Agnès, sa promise, restée à Thémines. Ils communiquent grâce à des messages portés par les eaux souterraines. Dans « La pauvre meunière » (même lieu, même scénario) Élise aime Piérounel, mais son père s'y oppose (retranscrit par Paul Brunet de Thémines). « La légende du premier moulin » conte que le diable s'oppose à la construction d'un moulin de Thémines. Le meunier rusé lui propose un pari (retranscrit par Paul Brunet de Thémines). Dans « La fée de la rivière Ouysse », le jeune chevalier des Arnis est maintenu prisonnier dans la grotte d'une fée. Gayette, sa promise, fera tout pour le délivrer. La vasque de Saint-Sauveur s'appelait la « fontaine de Verve ». Ce serait le palais de Dame Alis, sorte d'esprit à corps de femme, et de nymphes : les Alissontes ou Allissantes.

## Protection
Avec la vallée de son affluent l'Alzou, l'Ouysse et sa vallée sont intégrées dans le périmètre de 3 400 hectares constituant un site inscrit le 23 août 1973 pour son caractère pittoresque.
Les vallées de l'Ouysse et de l'Alzou sont par ailleurs classées espace naturel sensible (ENS) par le conseil départemental du Lot qui a acquis le site de Saint-Sauveur. Ce territoire est compris dans le périmètre du parc naturel régional des Causses du Quercy, labellisé Géoparc mondial UNESCO depuis 2017.
Sur le bassin versant de l'Ouysse, des espèces végétales ou animales rares ou protégées sont recensées dans cinq zones du réseau Natura 2000 : les vallées de l'Ouysse et de l'Alzou (code INPN FR7300902 à l'Inventaire national du patrimoine naturel (INPN)), la zone centrale du causse de Gramat, au sud du bassin versant (code INPN FR7300909), le secteur de Lacérède, entre Issendolus et Bio (code INPN FR7300908) et deux petites zones de vieux chênes à la Panonnie (code INPN FR7300906) et à Cantegrel (code INPN FR7300905).
Ce bassin versant est également concerné par plusieurs zones naturelles d'intérêt écologique, faunistique et floristique (ZNIEFF) : une ZNIEFF de type II, la Vallée de la Dordogne quercynoise et onze ZNIEFF de type I. Quatre d'entre elles reprennent les dénominations des zones Natura 2000 : les vallées de l'Ouysse et de l'Alzou, la zone centrale du causse de Gramat, les vieux chênes de Cantegrel et ceux de la Pannonie. Les sept autres concernent la Dordogne quercynoise, le Pech de Lavayssière et les bords de l'Ouysse à Thémines, les coteaux et le Pech de Lacave à Rocamadour, le massif forestier de Lacapelle-Marival, la roselière et le bois marécageux de Lentour, l'agrosystème du moulin de Rouby et le marais de Bonnefont.

#### Ouvrages
- Édith Branche, Nicole Couffignac, Gérard Peyrot et Gaston Bazalgues, L'Ouysse : géologie, spéléologie, faune et flore, archéologie, toponymie, histoire, croyances populaires…, Brive-la-Gaillarde, Édition du Ver Luisant, coll. « Publication Racines (Alvignac, Canton de Gramat, Lot) », 2007, 180 p. (ISBN 978-2-84701-272-9 et 2-847-01272-9, OCLC 470644061).
- Jean-Louis Berthet et Christian Boudsocq, L'Ouysse, Brive-la-Gaillarde, Édition du Ver Luisant, coll. « Publication Racines (Alvignac, Canton de Gramat, Lot) », 2007, 180 p. (ISBN 978-2-84701-272-9 et 2-847-01272-9, OCLC 470644061).
- Jean-Luc Méjecaze, L'Ouysse, Brive-la-Gaillarde, Édition du Ver Luisant, coll. « Publication Racines (Alvignac, Canton de Gramat, Lot) », 2007, 180 p. (ISBN 978-2-84701-272-9 et 2-847-01272-9, OCLC 470644061), « Histoire - Château de Belcastel », p. 84-86.
- Konstantinos Chalikakis, Application de méthodes géophysiques pour la reconnaissance et la protection de ressources en eau dans les milieux karstiques : Thèse de doctorat de l’Université Paris 6 - Spécialité : Hydrogéophysique, 2006, 217 p. (lire en ligne [PDF]), p. 47-55, 151-173Pages 47 à 55 pour les descriptions du réseau de l'Ouysse (contexte géologique, hydrogéologique, qualité de l'eau), et pages 151 à 173 pour l’application des techniques de mesures géophysiques à la zone de Pouymessens.
- Jean Gasco, Florent Hautefeuille, Valérie Rousset, Jean-Luc Obereiner, Jacqueline Bazalgues, Gaston Bazalgues, Jean-Guy Astruc, Jean-Claude Coustou, Jean-Pierre Jacob, Xavier Daniel, Encyclopédie Bonneton du Lot, Christine Bonneton, coll. « Bonneton Régions », 2006 (ISBN 978-2-86253-357-5), « Le milieu naturel ».
- Jean Taisne, Contribution à un inventaire spéléologique du département du Lot : coordonnées et situation de plus de 1300 cavités, Labastide-Murat, CDS46 (Comité départemental de Spéléologie du Lot), mars 2006, 365 p. (ISBN 978-2-9509260-1-2 et 2-950-92601-0, OCLC 699696874).
- David Demerges, Cartographie et habitats des Lépidoptères d’intérêt communautaire sur le site « Natura 2000 » : « Vallées de l’Ouysse et de l’Alzou », Parc naturel régional des Causses du Quercy et Alcide-d’Orbigny, octobre 2004, 24 p., pdf (présentation en ligne).
- Françoise Auricoste, Les meuniers du Quercy au XVIIe siècle et XVIIIe siècle, Bayac, Édition du Roc de Bourzac, 25 avril 2002, 316 p. (ISBN 978-2-87624-119-0 et 2-876-24119-6), « Sur l'Ouysse », p. 227-230.
- Gilles Fau, Jean Gasco - Centre d'Anthropologie et Préhistoire de Midi-Pyrénées, Histoire des fouilles & découvertes archéologiques, à Roucadour (Thémines - Lot), 1925-2000, Alvignac, Centre d'Anthropologie et Préhistoire de Midi-Pyrénées et Association Racines, 2001, 110 p. (ISSN 1277-7781).
- Fédération française de spéléologie - Comité de Spéléologie Régional, Inventaire des sources potentielles de pollution en zone karstique, Agence de l'Eau Adour Garonne - Conseil Régional Midi-Pyrénées, 30 juillet 1995 (réimpr. 2005), 100 p. (lire en ligne)Comporte 82 fiches décrivant des pollutions dans le Lot dont 21 pour le bassin de l'Ouysse.
- Armand Viré (d'après manuscrit inédit), Lacave à travers les âges, Souillac, La Forge Patrimoine, août 1994, 90 p. (ISBN 2-9508492-0-2).
- Marina Escola, La grotte de la Biscordine à Canteloube (Lacave - Lot), vol. CXIV (114), Société des Études du Lot, coll. « Bulletin de la Société des Études littéraires, Scientifiques et artistiques du Lot (BSEL) », juillet 1993 (présentation en ligne), p. 157-185Étude des ossements de ce groupe du Néolithique.
- G. Beaudoing, T. Charentus, P. Mouyon, D. Getto et B. Gaillard, Détermination expérimentale des paramètres de transfert de l'eau et du pouvoir auto-épurateur du réseau karstique de l'Ouysse, CEA, Section d'Application des Traceurs du Centre d'Études Nucléaires de Grenoble, CENG/ORIS/DAMRI/SAR/SAT/RAP/88-13/GBg, juin 1988, 40 p., p. 38-40.
- P. Maureille, La fondation de l'Abbaye de Tulle n° 96, Lemouzi Tulle, 1985 (présentation en ligne), p. 224-227.
- Armand Viré, Ossuaire gaulois de Lacave (Lot), vol. 1, coll. « Bulletins et Mémoires de la Société d'anthropologie de Paris », 1910 (présentation en ligne), p. 73-75Le compte rendu d'Armand Viré.
- Jacques-Antoine Delpon, Statistique du département du Lot, vol. tome I, Paris, Bachelier, coll. « Réédition Quercy Recherche », 1831 (réimpr. 1979), 554 p. (ISBN 978-2-902422-00-5 et 2-902-42200-8, OCLC 461682618).
- Abbé Jean-Baptiste Paramelle (préf. Jean Taisne - Thierry Pélissié), Mémoire hydrologique et géologique sur le département du Lot, Paris, Spéléo-club de Paris - Club alpin français, coll. « Mémoires du Spéléo-club de Paris » (no 30), 2010 (1re éd. 1827), 79 p. (ISBN 978-2-910783-28-0 et 2-910783-28-6, présentation en ligne), p. 23-24Le manuscrit original est la propriété de la Société des Études du Lot, il est conservé à bibliothèque municipale de Cahors.

#### Articles
- Nadir Lasson (Synthèse) - Richard Stanton - John Volanthen, « Plongées lotoises du Cave Diving Group (Angleterre) », Bulletin du Comité départemental de Spéléologie du Lot (CDS46), no 12,‎ 2011, p. 119 (ISBN 2-9509260-4-5).
- Richard Stanton, « Récapitulatif des plongées d'exploration réalisées par Rick Stanton et Jason Mallinson du Cave Diving Group (Angleterre) : Nadir Lasson, septembre 1999 (synthèse) - Frederic Swerzinski, novembre 1999 - Richard Stanton, juin 2005 », Bulletin du Comité départemental de Spéléologie du Lot (CDS46), no 11,‎ 2006, p. 97-98 (ISBN 2-9509260-2-9)Résumé de la plongée profonde de Rick Stanton, un croquis de Pouymessens siphon 3, une topographie en coupe de la source de Saint-Sauveur.
- Nadir Lasson, « Echo des profondeurs - France - Lot, Creux de la Bargade Issendolus », Spelunca, no 97,‎ 1er trimestre 2005, p. 6-8 (ISSN 0242-1771, lire en ligne [PDF])Article décrivant les plongées dans cet affluent souterrain de l'Ouysse (Morou), un plan du réseau, et un commentaire : « À noter qu'une forte pollution au fioul, arrivant par des concrétions, nous a provoqué de fortes nausées ».
- Bernard Lafage, « Roc Traucat : Exploration du réseau Traucat », Spéléoc - Revue des spéléologues du Grand Sud-Ouest, no 102,‎ 2ème trimestre 2004, p. 8-13 (ISSN 0241-4104, lire en ligne)Description de l'historique de la découverte du réseau, fonctionnement - 4 photos NB, 1 plan A3, 1 coupe A4.
- Bertrand Defois et Pascal Dubreuil, « Restauration de la loge végétale de Caoulet », Quercy Recherche, no 111,‎ janvier-mars 2003, p. 26-29
- Frédéric Hoffmann et André Tarrisse, « L'évaluation des pollutions nitratées et phosphatées des eaux souterraines dans les bassins karstiques du Lot : Résultats et méthodologie », Revue de l'agence de l'eau Adour-Garonne, no Hors Série,‎ hiver 2002, p. 50-55Suivi hebdomadaire de la qualité de 40 points d'eau.
- Rick Stanton, « Pou Meyssens (46) », Le fil - Bulletin de la commission nationale plongée souterraine, no 10,‎ avril 2002, p. 17-18 (lire en ligne [PDF])Courte présentation d'une tentative de jonction entre le S3 et le S3 bis.
- (LGPA et INTERMET, Institut de Bordeaux, Université Bordeaux 3), « Le causse de Gramat et ses alentours : les atouts du paysage karstique », Karstologia, no 35,‎ 2000, p. 1-12 (ISSN 0751-7688, lire en ligne)Description du causse de Gramat (géologie, climat, sol, végétation, hydrologie, occupation humaine, atouts paysagers et patrimoniaux, 6 figures, 9 photos et une carte A3 hydro-karsto-spéléologie du causse de Gramat.
- Jacques Choppy, « Un karst singulier, Le causse de Gramat (Lot) », Spelunca, no 63,‎ 1996, p. 45-48 (ISSN 0242-1771, lire en ligne)
- Jean-François Arnefaux, « Expédition F.F.E.S.S.M. - Pou Meyssens 88 », Sifon – Ile de France, no 3,‎ novembre 1988, p. 17-18 (lire en ligne)Données sur les parties connues avant 1988, description de l'exploration. Explorateurs : Paul Benoit et Hubert Foucart (du S.C.O.F.), Jérôme Dérijard (de Marseille), Jean-François Arnefaux, Philippe Jasion et Denis Parisis (du GSP-CCDF).
- Jean Lafaurie, Michel Durand et Daniel Larribe, « Réseau de l'Ouysse souterraine : les pertes de Thémines », Bulletin du Comité départemental de spéléologie du Lot, no 7,‎ 1985, p. 64-80 (ISBN 2-9509260-2-9)Article complet, plan format A2 du réseau de Thémines.
- MIERS, SC Dijon, SC Catus, « (Lot), les pertes de Themines », Spelunca, no 15,‎ 1984, p. 7-8 (ISSN 0242-1771)Article succinct, plan, coupe.
- Jean-Luc Obeireiner, alias Jean-Luc Planagrèze, « L'Ouysse souterraine », Quercy Recherche, no 32,‎ janvier-février 1980.
- Jean-Claude Coustou, « Dossier no 4, l'eau en Quercy, la pollution de l'Ouysse », Quercy Recherche, no 27,‎ 1979, p. 40-47
- FFESSM - Comité Provence - G. Brugel, J.F. Sardou, C. Touloumjian, « Compte rendu d'expédition de 1976 », Bulletin du Comité départemental de Spéléologie du Lot (CDS46), no 3,‎ 1977, p. 22, 26-31 (ISBN 2-9509260-2-9)Aperçu hydrogéologique, historique des explorations, description de la plongée de Cabouy et Pouymessens (1685m), conditions d'exploration, matériel utilisé. Croquis d'une coupe générale du Causse de Cabouy à Thémines, coupe des galeries noyées de Cabouy à l'amont de Pouymessens.